# Джокович, Новак
Но́вак Джо́кович (серб. Новак Ђоковић; род. 22 мая 1987[…], Белград) — сербский теннисист. Считается одним из лучших игроков в истории тенниса, многие эксперты ставят Джоковича на первое место. Рекордсмен по количеству недель на первой строчке профессиональных рейтингов в одиночном разряде среди мужчин и женщин (428). Рекордсмен по количеству сезонов (восемь), завершённых в статусе первой ракетки мира. Рекордсмен по количеству титулов на турнирах Большого шлема в одиночном разряде среди мужчин и женщин (наряду с Маргарет Корт) — 24. Обладатель карьерного «Золотого шлема» в одиночном разряде (победа на всех турнирах Большого шлема и Олимпийское золото не в один год). Самый возрастной олимпийский чемпион в одиночном разряде. Является самой возрастной первой ракеткой мира в истории рейтинга ATP. Рекордсмен по количеству побед на турнирах серии Мастерс в одиночном разряде — 40. Семикратный победитель Итогового турнира ATP — рекордсмен по этому показателю. Трёхкратный обладатель «карьерного» Большого шлема в одиночном разряде (рекорд). Единственный игрок в истории Открытой эры и ATP-Тура, выигравший в одиночном разряде не только все четыре турнира Большого шлема, но и все девять турниров серии Мастерс и Итоговый турнир ATP, при этом победивший на каждом из них как минимум дважды. Обладатель Кубка Дэвиса 2010 года в составе сборной Сербии. Победитель 101 турнира АТР (из них 100 в одиночном разряде).
По состоянию на 19 октября 2024 года занимает первое место в истории тенниса по сумме заработанных призовых — более 185 млн долларов США.

## Биография
Отец Срджан Джокович — серб косовско-черногорского происхождения, а мать Дияна Жагар — хорватка. Двое его младших братьев, Марко и Джордже также профессиональные теннисисты. Джокович живёт в Монте-Карло. С 2006 года тренером Джоковича является бывший словацкий теннисист Мариан Вайда; с начала 2014 года тренерский штаб был дополнен ещё одним недавним игроком Про-Тура — немцем Борисом Беккером, сотрудничество с которым серб завершил спустя три года. Подобно своему коллеге Роджеру Федереру, Джокович называет себя фанатом языков и сам говорит на шести: на родном сербском, английском, немецком, итальянском, словацком и французском. 11 июля 2014 женился на своей давней подруге Елене Ристич, с которой встречался с конца 2005 года. 21 октября 2014 у Новака и Елены родился сын Стефан. 3 сентября 2017 года у супругов родилась дочь Тара. 22 октября 2023 года Стефан и Тара были крещены в черногорском монастыре Острог. Таинство совершил Сербский патриарх Порфирий.
Начал играть в теннис в возрасте четырёх лет. Летом 1993 года, в шесть лет, его заметила югославская легенда тенниса Елена Генчич. Увидев игру талантливого мальчика, она заявила: «Это величайший талант, который я видела со времён Моники Селеш». Генчич работала с молодым Джоковичем в течение следующих шести лет, прежде чем стало понятно, что он должен уехать за границу, чтобы расти и в дальнейшем. Для этого она связалась с Николой Пиличем, и в сентябре 1999 года 12-летний Джокович переехал в теннисную академию Пилича в немецком Обершлайсхайме, где провёл четыре года. В возрасте 14 лет Джокович начал свою международную карьеру, выиграв чемпионаты Европы в одиночном, парном и командном разрядах.
Джокович известен также юмористическими пародиями на других игроков, многие из которых являются его друзьями. Впервые он продемонстрировал это после победы над Карлосом Мойя в четвертьфинале Открытого чемпионата США по теннису 2007 года. Тогда он развлекал зрителей пародиями на Рафаэля Надаля и Марию Шарапову. Он также сделал пародию на Джона Макинроя после победной игры в четвёртом раунде Чемпионата США 2009, после чего сыграл с Макинроем несколько розыгрышей на корте Артура Эша. Именно за свой весёлый нрав Джокович получил прозвище «Джокер», которое содержит аллюзию на его фамилию и английское слово «Joke» — шутка. Новак Джокович является членом организации «Чемпионы за мир» — это группа известных спортсменов, стремящихся служить миру на планете посредством спорта, созданная международной организацией «Мир и спорт», расположенной в Монако.
Джокович — православный христианин. 28 апреля 2011 года сербский Патриарх Ириней наградил Джоковича орденом Святого Саввы I степени, который является высшей наградой Сербской православной церкви (СПЦ), за то, что теннисист оказал помощь сербскому народу, церквям и монастырям СПЦ в Косово и Метохии.
13 февраля 2012 года награждён высшей наградой Сербии — орденом Звезды Карагеоргия I степени.
28 декабря 2015 года награждён командорским крестом ордена Звезды Италии.
Большой поклонник сербского футбольного клуба «Црвена звезда» и португальской «Бенфики». Болельщик футбольного клуба «Милан». Отец Джоковича болельщик «Милана», и любовь к этому клубу передал сыну с самого детства. Джокович дружит с другими сербскими теннисистами Янко Типсаревичем и Виктором Троицки, а также с теннисисткой Аной Иванович, которых он знает ещё с детских и юношеских лет.
23 июня 2020 года теннисист сообщил, что заразился коронавирусом COVID-19.
Теннисист не раз давал понять, что не хочет вакцинироваться и для участия в Открытом чемпионате Австралии-2022 он получил специальное медицинское исключение. Однако по прилёте в страну австралийские пограничники отказали ему во въезде, так как Новак использовал тип визы, с которым нельзя пересечь границу Австралии, не будучи привитым и имея лишь медотвод от вакцинации. Позже отец Джоковича заявил, что теннисист находится в тюрьме.
Суд Мельбурна вынес решение, что спортсмену незаконно аннулировали визу в страну. Депортацию отменили. И постановили выпустить спортсмена из иммиграционного изолятора.
Стиль игры
Джокович — универсальный игрок, умело сочетающий контроль над собой и агрессивную манеру игры. Удары теннисиста с задней линии глубокие и мощные. Его бэкхенд многими признаётся лучшим в современном теннисе. Коронный удар Джоковича — бэкхенд по линии, который он выполняет в высоком темпе и с необходимой точностью. Умение двигаться по корту является одной из самых сильных его сторон. Эта способность позволяет ему выполнять острые атакующие удары из положений, которые на первый взгляд кажутся защитными. В сезонах 2009 и 2010 Джокович имел большие проблемы с подачей (количество двойных ошибок было наибольшим среди игроков рейтинга топ-100), но в 2011 году она вновь стала его сильной стороной. Первую подачу он обычно выполняет плоской, а вторую — кручёной. Его лучшее оружие — это приём подачи, который он может выполнять и в защитном и в атакующем стиле. Благодаря его гибкости и балансу в движениях, против Джоковича редко выполняют эйсы. Приём подачи в исполнении Джоковича эффективен как с форхенда, так и с бекхенда; он нейтрализует преимущество, которое по умолчанию имеет игрок, который подаёт мяч. Джон Макинрой назвал Джоковича одним из лучших на приёме подачи в истории тенниса. Также Джокович качественно выполняет укороченные удары и слайс с бэкхенда.
Джокович прокомментировал современный стиль игры, включая свой собственный, в интервью Джиму Курье после своего полуфинального матча на Открытом чемпионате Австралии 2012 против Энди Маррея:
Сегодня я имел честь лично пообщаться с мистером Лейвером … спасибо Вам, сэр, что Вы остались здесь так допоздна … пожалуй, лучше бы нам было несколько раз сыграть в serve and volley, но мы не знаем, как это делать … мы обычно тут бегаем [показывает на заднюю линию]...
После победы Джоковича на Мастерсе в Монреале, теннисный тренер Ник Боллетьери назвал его наиболее «совершенным» (англ. complete) игроком всех времён: «У него есть удар, форхенд, подача, вторая подача, движение, психология и он играет одинаково хорошо на всех покрытиях». Оценивая выступления Джоковича в 2011 году, Джимми Коннорс сказал, что Джокович создавал проблемы своим оппонентам, играя «немного старомодно, принимая мяч чуть раньше, ловя его на подъёме и ударяя его плоско».
Инвентарь
- Одежда — Lacoste
- Обувь — Asics Gel Resolution 7[41]
- Ракетка — Head Graphene Touch Speed Pro

Тренерский штаб

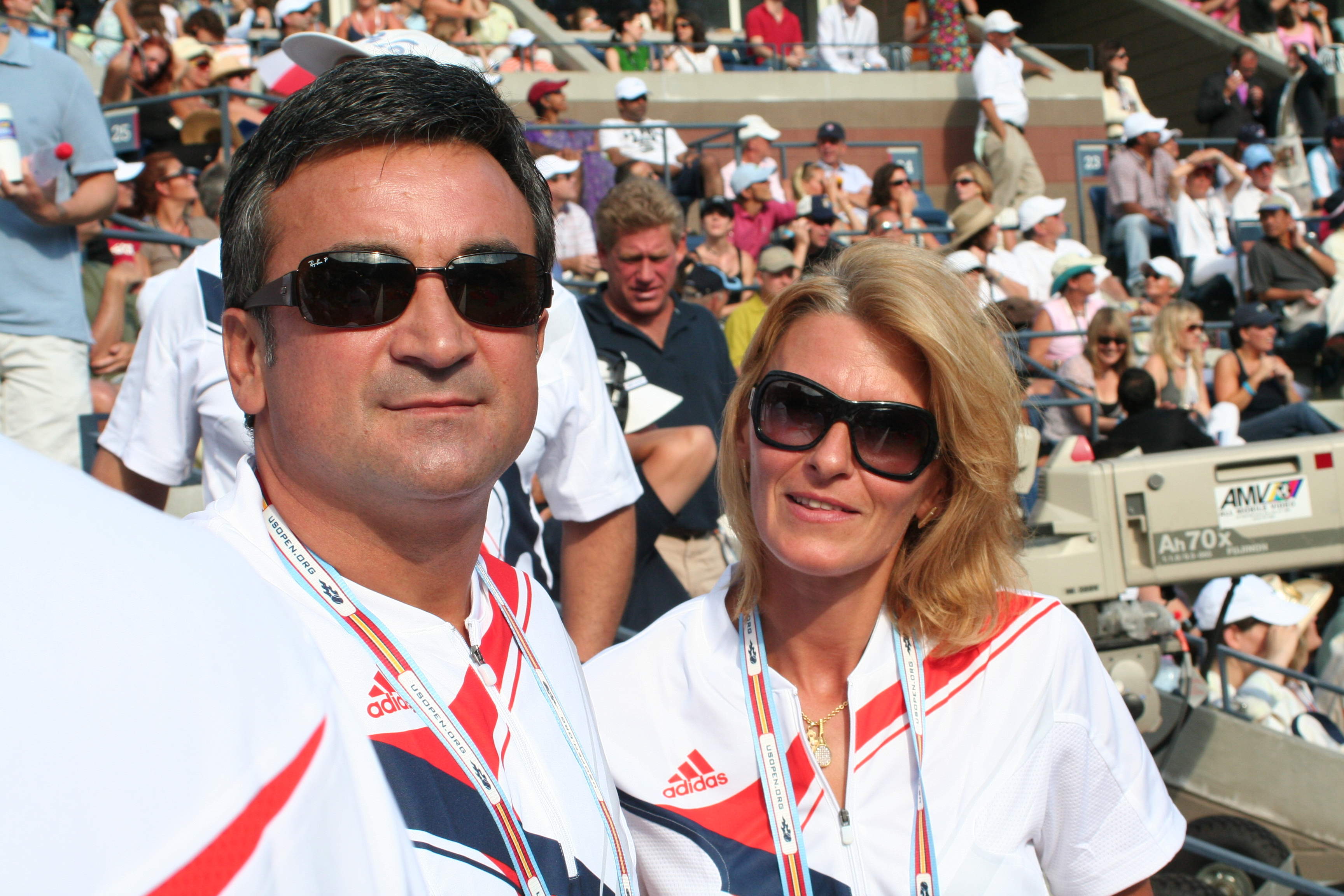
Родители Новака — Срджан и Дияна

С осени 2005 до июня 2006 Джоковича тренировал Риккардо Пиатти, который одновременно тренировал и Ивана Любичича. Их сотрудничество прервалось после того, как Пиатти отказался работать с Джоковичем все время.
С июня 2006 Джоковича тренирует бывший словацкий теннисист Марьян Вайда. Они впервые встретились на Ролане Гарросе, после чего Вайду наняли тренировать 19-летнего Джоковича. Периодически Джокович нанимал дополнительных тренеров, которые работали вместе с Вайдой: в 2007 году в течение весеннего хардового сезона он сотрудничал с австралийским парным игроком Марком Вудфордом, который должен был научить его играть у сетки и выполнять удары слёта; с августа 2009 до апреля 2010 года в тренерском штабе серба находился американец Тодд Мартин, который должен был улучшить подачу Джоковича.
С осени 2006 года с Джоковичем работал израильский тренер по фитнесу Ронен Бега, но они прекратили сотрудничество весной 2009 после того, как Джокович сказал, что чувствует себя физически истощённым после проигранного Рафаэлю Надалю матча. В апреле 2009 перед Мастерсом в Риме Джокович нанял на эту должность австрийца Гебхарда Фил-Грича (ранее работал с Томасом Мустером).
С начала 2007 года Джокович работает с физиотерапевтом Миланом Амановичем, который до этого работал в баскетбольном клубе «Црвена звезда» и с игроком НБА Владимиром Радмановичем.
В июле 2010 перед матчем Кубка Дэвиса против сборной Хорватии Джокович расширил тренерский штаб, наняв диетолога Игоря Четоевича, который сосредоточился на китайской медицине и применял акупунктуру. Он обнаружил, что теннисист страдает непереносимостью глютена и не может его употреблять. В результате новой диеты Джокович стал чувствовать себя сильнее, быстрее и заметно более пригодным к борьбе на высоком уровне. После победы Джоковича на Уимблдоне 2011 Четоевич покинул команду.
После завершения профессиональной теннисной карьеры в августе 2011 года сербский игрок Душан Вемич присоединился к команде Джоковича как спарринг-партнёр.
В конце 2013 года, после того, как Новак Джокович уступил звание первой ракетки мира Рафаэлю Надалю, в его тренерскую команду вошёл знаменитый Борис Беккер. Под его руководством Джокович выиграл шесть «Шлемов», в том числе в 2016 году собрал карьерный шлем, впервые выиграв «Ролан Гаррос». Однако в декабре 2016 года Беккер перестал работать с Джоковичем в связи с вмешательством в тренировочный процесс «духовного гуру» Пепе Имаза.
21 мая 2017 года после поражения в финале Мастерса в Риме Новак Джокович объявил о том, что его новым тренером стал Андре Агасси. Но через 10 месяцев Агасси объявил о своём уходе, так как не сработался с Новаком. Сезон 2017 года для серба практически пропал.
В апреле 2018 года Джокович объявил, что возвращается к своему старому тренеру Мариану Вайде. Словак блестяще тренировал Новака предыдущие 8 лет (2009—2017). И в мае Новак легко вышел с 20-го места в четвертьфинал «Ролан Гаррос», войдя в восьмёрку. А в июле c 21-го сеянного места выиграл Уимблдонский турнир — свой первый мейджор за последние два года, победив в 5-часовом двухдневном полуфинале недавнего триумфатора «Ролан Гаррос» Рафаэля Надаля.
Спонсоры
После того, как Джокович получил статус профессионала в 2003 году, он подписал соглашение с фирмой Adidas на поставку одежды и обуви. В 2009 году руководство Adidas решило прекратить сотрудничество с Джоковичем в пользу нового соглашения с Энди Марреем. После этого Джокович подписал 10-летний контракт с новым спонсором — компанией Sergio Tacchini. Поскольку Sergio Tacchini не производит обувь, серб продолжил пользоваться обувью Adidas. В 2011 году, когда Джокович показал лучшие результаты в карьере, компания Sergio Tacchini оказалась неспособна выплачивать оговоренную контрактом сумму, хотя продажи их товаров выросли в несколько раз. 23 мая 2012 года Джокович подписал пятилетний контракт с новым спонсором — компанией Uniqlo. Первое появление в их форме состоялось 27 мая на «Ролан Гаррос».
В августе 2011 Джокович стал послом компании-производителя швейцарских часов Audemars Piguet. Через месяц он подписал соглашение с немецким автомобильным холдингом Mercedes-Benz. В январе 2014 года было объявлено о подписании соглашения о всемирном партнёрстве с Peugeot, чьим лицом бренда стал Новак Джокович.
Бизнес-проекты
В 2005 году, когда начался стремительный подъём Джоковича в рейтинге, его семья основала в Сербии компанию под названием «Family Sport». Зарегистрированная как общество с ограниченной ответственностью, она в первую очередь была сосредоточена на ресторанном бизнесе. Сейчас компания управляется отцом Новака Срджаном и его дядей Гораном, которые расширили сферу её деятельности на недвижимость и организацию спортивных и развлекательных мероприятий.
Компания открыла сеть кафе, названных Novak Café. Одно из них находится в муниципалитете Белград Нови-Београд.
В 2008 году компания договорилась с местными властями города Крагуевац о закупке 4 гектар земли в парке, которую планировалось превратить в теннисный центр с 14 кортами. Но в 2010 году от идеи отказались.
В 2009 году компания Family Sport приобрела турнир Открытый чемпионат Нидерландов по теннису и перенесла его в Сербию, после чего он стал называться Сербия Оупэн. При поддержке властей Белграда первый турнир был проведён в мае 2009 года на кортах комплекса Milan Gale Muškatirović в Белграде (район Дорчол). C 2013 года соревнование Сербия Оупэн было отменено.
В понедельник, 4 июля 2011 года, на следующий день после победы Джоковича на Уимблдоне, Family Sport организовала торжественную встречу спортсмена возле здания парламента, на которую пришло более 80 000 человек.
Джокович в популярной культуре
В 2009 и 2010 годах Джокович выигрывал «Оскар популярности» (присуждается сербским журналом «Пульс»/«Puls» по результатам опроса аудитории) как самый известный спортсмен из Сербии.
Джокович также фигурирует в клипе на песню «Hello» Мартина Сольвейга. На видео, снятом на стадионе Ролан Гаррос, показывается, как Сольвейг разыгрывает теннисный матч с другим диджеем Бобом Синклером. Когда судья сообщает, что мяч не попал в корт, Джокович выходит на арену и убеждает судей в обратном. Также он снялся в рекламе сети супермаркетов «Idea», которые являются сербским филиалом крупной хорватской сети «Конзум».
В 2010 году сербская блюз-рок-группа Zona B записала песню «Джокер», посвятив её Джоковичу.

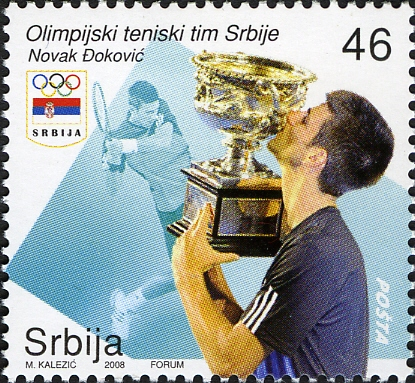
Почтовая марка Сербии 2008 года, посвящённая бронзовому призёру Олимпиады в Пекине 2008 Новаку Джоковичу

Благодаря его оживлённому характеру, свободному владению несколькими языками и готовности развлекать зрителей, Джокович стал неотъемлемой частью телевизионных ток-шоу по всему миру сразу после достижения определённых успехов на корте. После победы на Открытом чемпионате Австралии в начале 2008 года Джоковича пригласили на американскую передачу «Вечернее шоу с Джеем Лено». В мае 2008 года он был специальным гостем на первом полуфинале Евровидения, которое состоялось в Белграде в том году. Он бросил большой теннисный мяч в толпу, объявив о начале голосования, и вместе с одним из соведущих шоу Желько Йоксимовичем, Джокович спел песню о Белграде. В течение весны 2009 года, во время турниров серии Мастерс в Мадриде и Риме, серб был гостем на телепередачах «Ормигеро» и «Шоу Фиорелло».
Появления Джоковича на телевидении значительно участились в 2011 году, когда он демонстрировал невероятную игру. После победы на Уимблдоне и достижения первой строчки рейтинга ATP он вновь посетил «Вечернее шоу с Джеем Лено», а также на «Шоу Конана О’Брайена» на канале TBS. После драматичной победы Джоковича на Открытом чемпионате США были прямые включения на утреннем шоу «С Келли в прямом эфире» на CBS, «Сегодня» на NBC, а также на передаче «Поздней ночью с Джимми Фэллоном». В конце ноября Джокович дал интервью Дэвиду Фросту в передаче «Фрост по всему свету» на канале Аль-Джазира.
По приглашению продюсера Ави Лернера Джокович сыграл камео в высокобюджетном боевике «Неудержимые 2». Тем не менее, его роль была вырезана из окончательной версии фильма. Джокович вошёл в список 100 самых влиятельных людей по версии журнала TIME в 2012 году.
Джокович был изображен на сербских почтовых марках посвящённых Олимпиаде-2008 в Пекине и победе сборной Сербии в Кубке Дэвиса в 2010 году.

## Карьера

### Начало карьеры (первый титул ATP)

#### 2003—2005
Профессиональную карьеру Джокович начал в 2003 году и в июне победил на первом турнире из серии «фьючерс» у себя на родине. В апреле 2004 года 16-летний Джокович дебютировал за сборную Сербии и Черногории в отборочных матчах на Кубок Дэвиса. В мае того же года он выиграл ещё один «фьючерс» и первый титул в более старшей серии «челленджер» на соревнованиях в Будапеште. Первый матч в основной сетке турнира в рамках ATP-тура Джокович сыграл в июле. Он через квалификацию смог пробиться на турнир в Умаге, где в первом же раунде уступил Филиппо Воландри со счётом 6:7(5), 1:6. В августе он выиграл «фьючерс» у себя на родине. В сентябре 2004 года на втором для себя турнире ATP в Бухаресте сумел выиграть первую встречу на соревнованиях ATP-тура. В первом раунде он переиграл Арно Клемана 2-6, 6:4, 6:4. В ноябре Джокович выиграл «челленджер» в немецком Ахене.
В начале сезона 2005 года Джокович дебютировал на турнире из серии Большого шлема. Пройдя три раунда квалификации, он сыграл на Открытом чемпионате Австралии, где в первом же раунде проиграл будущему победителю турнира Марату Сафину — 0:6, 2:6, 1:6. В мае Джокович победил на «челленджере» в Сан-Ремо. На Открытом чемпионате Франции того же года Джокович уже сам разгромил соперника, отдав американцу Робби Джинепри всего три гейма. Во втором раунде он выиграл первый сет против грунтового мастера Гильермо Кории, но в третьем сете снялся с матча из-за травмы. На Уимблдоне серб прошёл два круга, во втором раунде отыгрался с 0-2 по сетам против испанца Гильермо Гарсия Лопеса, но в третьем раунде Джоковича остановил прошлогодний полуфиналист Себастьен Грожан, что позволило Джоковичу подняться в рейтинге в первую сотню. До третьего раунда он добрался и на дебютном для себя Открытом чемпионате США, где в первом раунде был обыгран француз Гаэль Монфис, но проиграл испанцу Фернандо Вердаско. В конце сезона, на турнире серии мастерс в Париже Джокович впервые обыграл теннисиста из топ-10, нанеся поражение № 9 в мире на тот момент Мариано Пуэрту, а затем проиграл испанцу Томми Робредо.

#### 2006 год

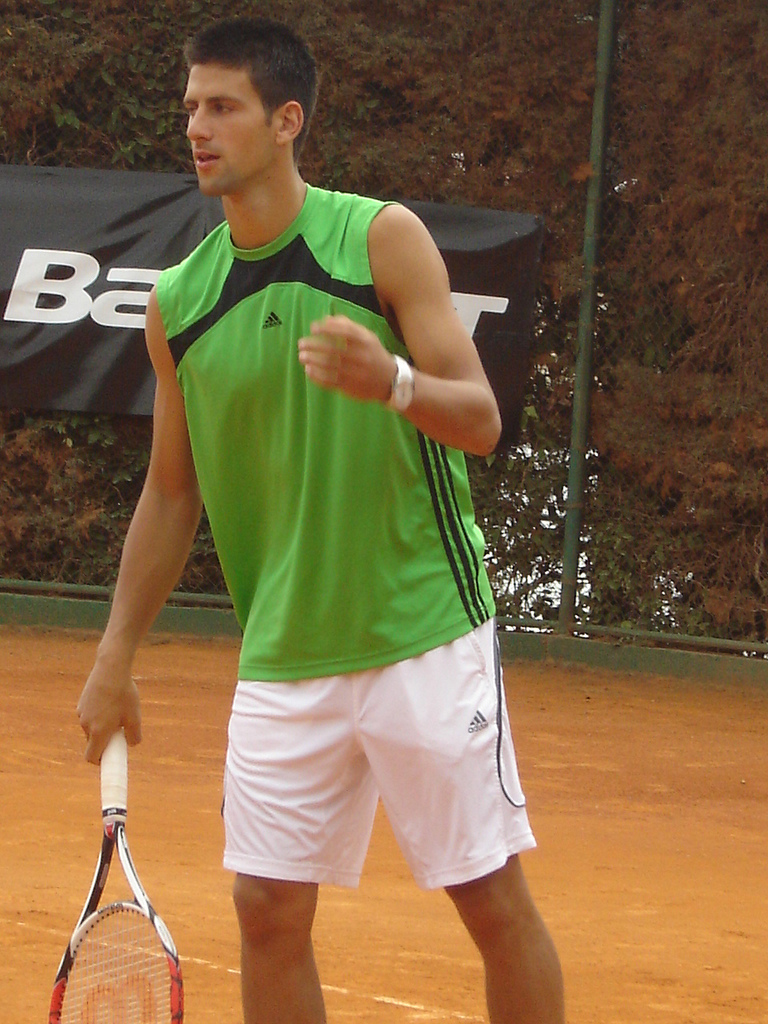
19-летний Джокович на турнире в Умаге. 2006 год

В феврале Джокович впервые дошёл до полуфинала турнира ATP. Этого результата он добился на зальном турнире в Загребе. В этом же месяце он дошёл до четвертьфинала турнира в Роттердаме. Четвертьфинальной стадии в этом же году Джокович достиг на Открытом чемпионате Франции, где на своем пути он сумел переиграть Луиса Орна, Фернандо Гонсалеса, Томми Хааса и Гаэля Монфиса. В четвертьфинале, проиграв два сета 4:6, 4:6, он отказывается от продолжения борьбы в матче против Рафаэля Надаля. На Уимблдонском турнире 2006 года он дошёл до четвёртого раунда.
В июле 2006 года Джокович завоевал первый титул ATP, взяв его на грунтовом турнире в Амерсфорте. В финале он обыграл чилийца Николаса Массу со счётом 7:6(5), 6:4. На следующей неделе после этого успеха он сумел дойти до финала на турнире в Умаге, где уступил Станисласу Вавринка, отказавшись от продолжения встречи при счёте 6-6(1). На Открытом чемпионате США его результатом стал выход в третий раунд, где Джоковича обыграл австралиец Ллейтон Хьюитт. В октябре 2006 года Джокович выиграл второй турнир ATP — в Меце. В решающем матче он оказался сильнее Юргена Мельцера — 4:6, 6:3, 6:2. На мастерсе в Мадриде он смог выйти в четвертьфинал. Сезон 2006 года Джокович завершил на 16-м месте в мировом рейтинге и получил награду от ассоциации за «Лучший прогресс года».

### 2007—2009 (титул в Австралии)

#### 2007 год

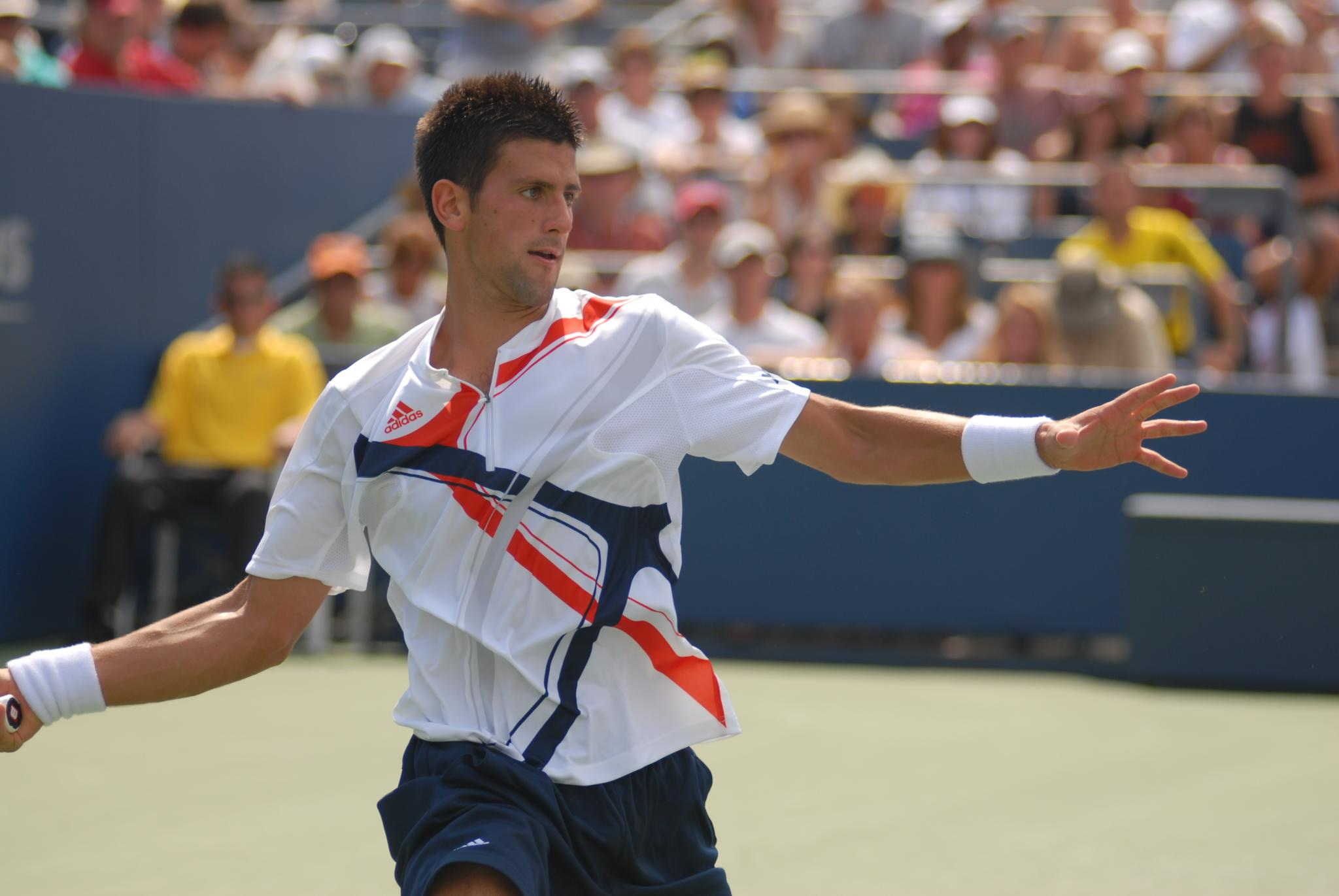
Джокович на Открытом чемпионате США 2007 года

На первом для себя официальном турнире 2007 года в Аделаиде Джокович сумел победить, выиграв в финале у Криса Гуччоне — 6:3, 6:7(6), 6:4. На Открытом чемпионате Австралии он достиг четвёртого раунда, где проиграл Роджеру Федереру со счётом 2:6, 5:7, 3:6. В феврале Джокович дошёл до полуфинала турнира в Роттердаме и четвертьфинала турнира в Дубае. Затем сербский теннисист успешно выступил на мартовских турнирах серии Мастерс. Сначала на турнире в Индиан-Уэлсе он сумел дойти до финала, где уступил Рафаэлю Надалю 2:6, 5:7. В четвертьфинале следующего турнира в Майами уже Джокович сумел взять реванш над Надалем, обыграв его со счётом 6:3, 6:4. Переиграв в полуфинале Энди Маррея (6:1, 6:0) и в финале Гильермо Каньяса, он стал победителем турнира (6:3, 6:2, 6:4). Благодаря этим результатам 19-летний серб впервые поднялся в рейтинге в первую десятку.
В апреле Джокович выиграл пятый в карьере титул ATP на грунтовом турнире в Эшториле. В финале он оказался сильнее Ришара Гаске — 7:6(7), 0:6, 6:1. На турнирах серии Мастерс в Гамбурге и Риме Джокович дошёл до четвертьфинала, а на Открытом чемпионате Франции — до полуфинала, уступив в итоге только чемпиону Рафаэлю Надалю — 5:7, 4:6, 2:6. До полуфинала Джокович добрался и на Уимблдонском турнире, выиграв в четвертьфинале затяжной пятичасовой матч против Маркоса Багдатиса. В 1/2 финала он вновь уступил Надалю, отказавшись от продолжения встречи при счёте 6:3, 1:6, 1:4 из-за проблем с локтями.
В августе Джокович победил на Мастерсе в Монреале. По ходу турнира он последовательно обыграл третью, вторую и первую ракетки мира — Энди Роддика, Рафаэля Надаля и Роджера Федерера, повторив тем самым уникальное достижение Бориса Беккера, установленное в 1994 году. В Монреале он победил Федерера впервые за карьеру, после четырёх поражений. Осенью 2007 года на Мастерсе в Мадриде это достижение смог повторить и Давид Налбандян, причём в ранге третьей ракетки мира в том случае выступал уже сам Джокович, который сумел впервые подняться на эту позицию ещё в июле 2007 года. На Открытом чемпионате США 2007 года, последовательно переиграв Робина Хаасе, Радека Штепанека, Хуана Мартина Дель Потро, Хуана Монако, Карлоса Мойю и Давида Феррера, Джокович впервые в карьере вышел в финал турнира серии Большого шлема. В финале он уступил первому в мире Роджеру Федереру — 6:7(4), 6:7(2), 4:6. В октябре он выиграл турнир в Вене.
Но на концовку сезона сил у Джоковича не хватило, и последние пять матчей сезона он проиграл. На Мастерсе в Мадриде Новак проиграл в полуфинале аргентинцу Давиду Налбандяну, который на том турнире стал первым и единственным теннисистом в истории, который на одном турнире победил Федерера, Надаля и Джоковича, и стал чемпионом. На Мастерсе в Париже серб в первом же круге неожиданно уступил опытному французу Фабрису Санторо в двух сетах. В ноябре Джокович впервые принял участие в Кубке Мастерс в Шанхае, однако дебют у будущего многократного чемпиона этих соревнований получился неудачным, и серб проиграл в двух сетах все три матча, не только Давиду Ферреру и Рафаэлю Надалю, но и единственный раз в карьере уступив Ришару Гаске, и занял в своей группе последнее место. Сезон Джокович завершил на третьем месте в рейтинге. Второй год подряд по итогам сезона он получил награду за «Лучший прогресс года».

#### 2008 год

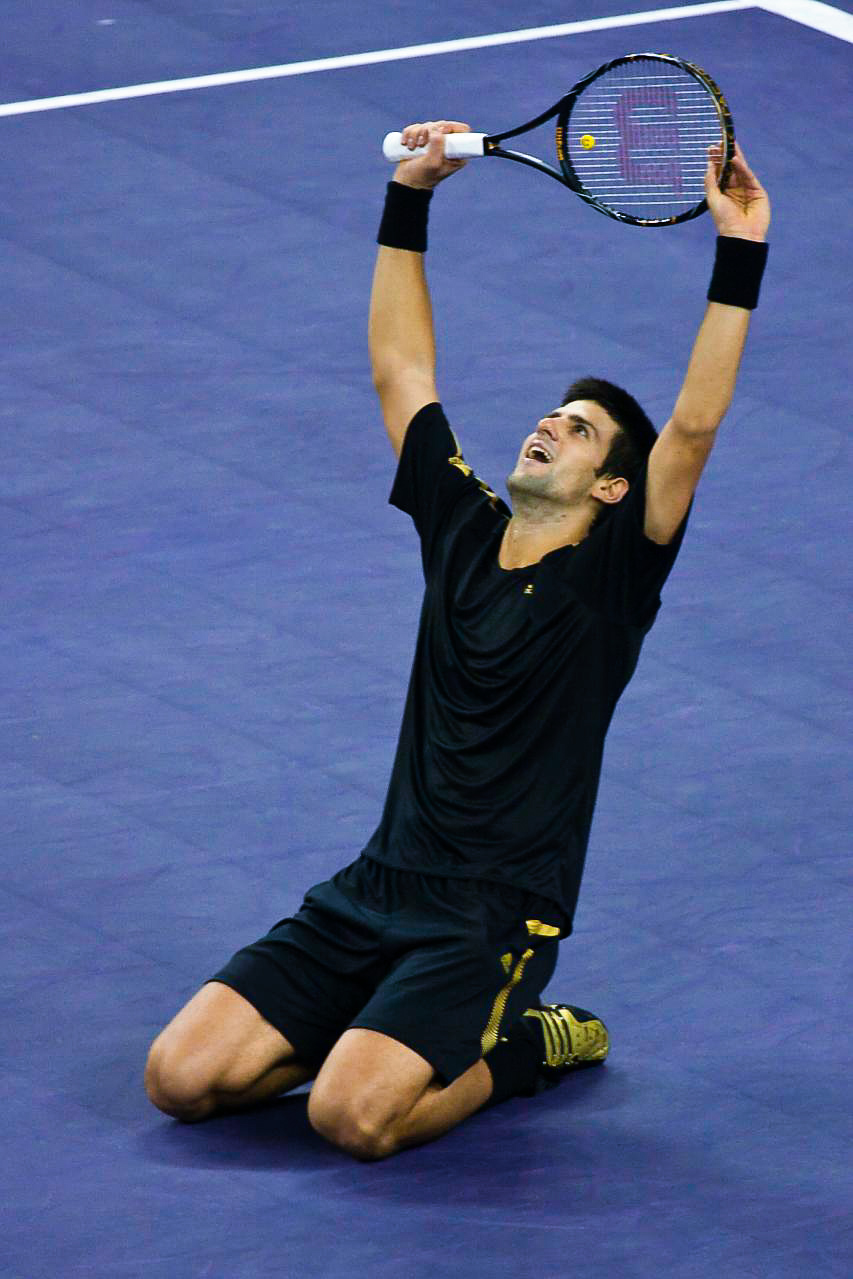
Джокович после победы на Финале Мирового Тура ATP

В начале года Джокович играл на неофициальном командном турнире Кубке Хопмана вместе со своей соотечественницей, третьей ракеткой мира Еленой Янкович. Джокович выиграл все свои групповые матчи, однако команда проиграла в финале со счётом 1-2 американской команде в составе Серены Уильямс и Марди Фиша. На Открытом чемпионате Австралии Джокович достиг своего второго подряд финала на мейджорах, не потеряв ни одного сета, в том числе он в трёх сетах победил действующего чемпиона соревнований Роджера Федерера в полуфинале. Джокович стал самым молодым игроком, который дошёл до полуфиналов на всех четырёх мейджорах. В финале он победил несеяного француза Жо-Вильфрида Тсонга в четырёх сетах, таким образом завоевав первый для Сербии титул на турнире Большого шлема в одиночном разряде. Впервые с Открытого чемпионата Австралии 2005 года одиночный турнир Большого шлема не выиграл ни Федерер, ни Надаль. На чемпионате Дубая Джокович проиграл в полуфинале Энди Роддику.
На мастерсе в Индиан-Уэлсе Джокович выиграл свой девятый одиночный титул в карьере, победив в полуфинале № 2 в мире Рафаэля Надаля, а в решающем матче американца Марди Фиша в трёх сетах. В апреле на мастерсе в Монте-Карло он смог выйти в полуфинал. Свой десятый титул в карьере и четвёртый титул из серии мастерс Новак взял на Открытом чемпионате Италии в Риме. В финале он переиграл Стэн Вавринку со счётом 4-6, 6-3, 6-3. На следующей неделе на мастерсе в Гамбурге, Джокович проиграл Надалю в полуфинале. На «Ролан Гаррос» Джокович стал третьим сеяным после Федерера и Надаля. Он добрался до полуфинала, где проиграл Надалю в трёх сетах. В июне Джокович и Надаль вновь встретились уже на травяном покрытии в финале турнира в Лондоне и вновь победу одержал испанец. На Уимблдоне Джокович снова был третьим сеянным, однако проиграл во втором круге Марату Сафину. На этом закончилась серия из пяти последовательных мейджоров, где он доходил как минимум до полуфинала.
В июле Джокович не смог защитить свой титул на мастерсе в Торонто. Он проиграл в четвертьфинале восьмому сеяному Энди Маррею. На следующен мастерсе в Цинциннати Джокович вышел в финал, обыграв в 1/2 Надаля. В финале он снова проиграл Маррею в двух сетах. Его следующим турниром стала Олимпиада в Пекине. В парном разряде он с Ненадом Зимоничем вылетел в первом круге после игры с чешской парой Мартин Дамм/Павел Визнер. Посеянный под третьим номером в одиночных соревнованиях, Джокович проиграл в полуфинале Надалю, однако в матче за третье место обыграл американца Джеймса Блейка, получив таким образом бронзовую медаль. После Олимпиады Джокович играл на Открытом чемпионате США. Он победил Роддика в четвертьфинале, однако в полуфинале уступил Роджеру Федереру в четырёх сетах. После Открытого чемпионата США Джокович, помимо Кубка Дэвиса, сыграл на четырёх турнирах. Он вышел в финал турнира в Бангкоке, где проиграл Жо-Вильфриду Тсонга в двух сетах. В ноябре Джокович стал вторым сеяным на Финале Мирового Тура АТР. В своем первом групповом матче он победил аргентинца Хуана-Мартина дель Потро в двух сетах. Затем он победил Николая Давыденко в трёх сетах и проиграл свой последний групповой матч против Тсонга. Джокович вышел в полуфинал, где победил Жиля Симона. В финале Джокович вновь обыграл Давыденко, получив свой первый титул на Итоговом турнире.

#### 2009 год

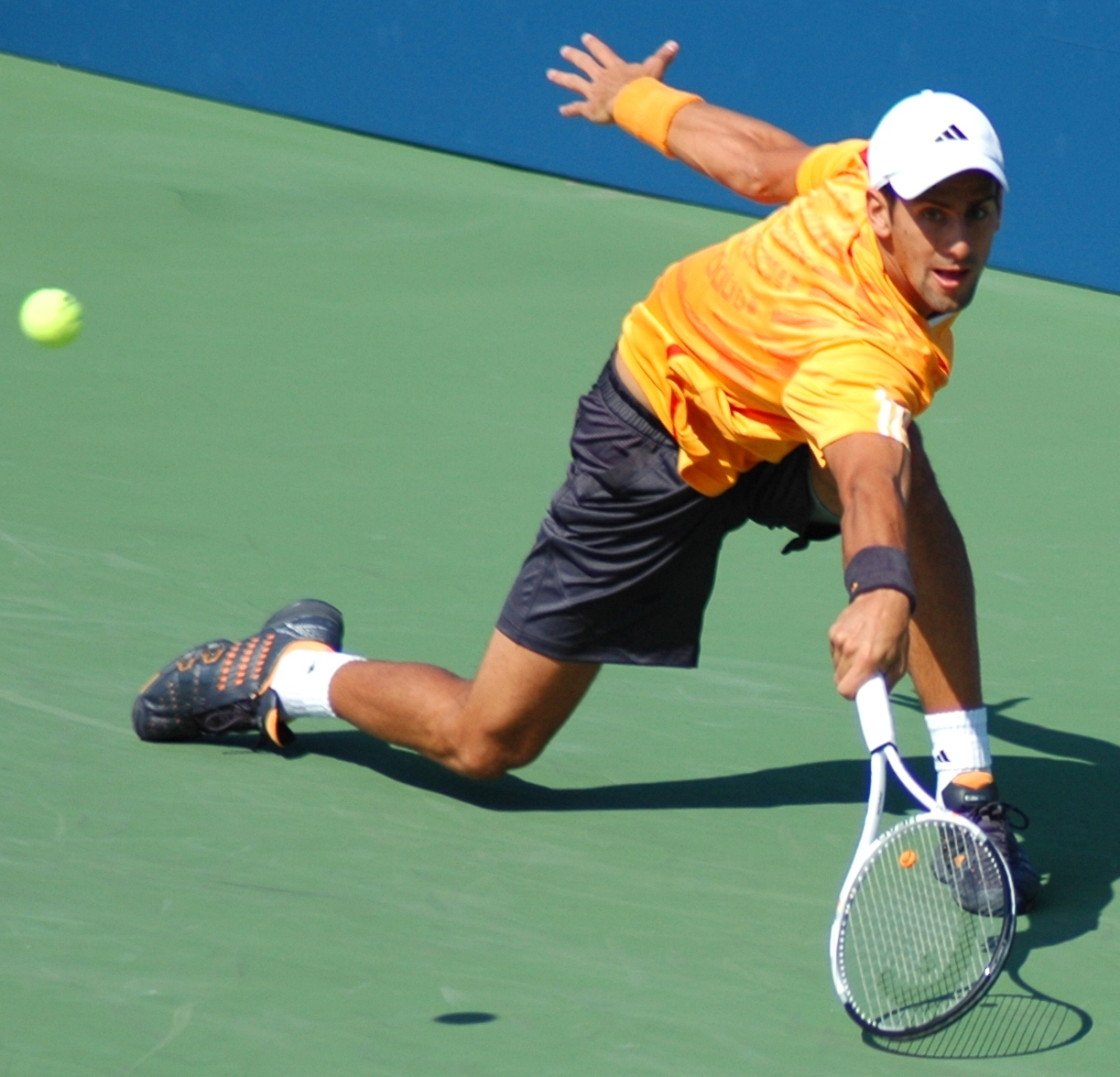
Джокович на Открытом чемпионате США 2009 года

На старте сезона Джокович лучше всего выступил в Сиднее, где вышел в полуфинал. На Австралийском чемпионате он добрался до четвертьфинала, где не смог доиграть матч против Энди Роддика. В феврале дошёл до полуфинала турнира в Марселе, где уже четвёртый раз подряд проиграл Тсонга, а также победил на турнире в Дубае, обыграв в финале Давида Феррера. В марте Новак дошёл до четвертьфинала мастерса в Индиан-Уэлсе. Затем на мастерсе в Майами он в четвертьфинале наконец смог победить Тсонга, а в полуфинале Роджера Федерера. Но в матче за титул Джокович проиграл Энди Маррею. В апреле на двух турнирах Мастерс в Монте-Карло и Риме Джокович дошёл до финала, где в обоих случаях уступил Рафаэлю Надалю. В мае на турнире в родном для себя Белграде сумел одержать победу. После этого на следующем в году турнире Мастерс в Мадриде он доходит до полуфинала. В борьбе за выход в финал Новак уступил Рафаэлю Надалю в напряженном матче, который продлился 4 часа 3 минуты. Этот матч стал самым продолжительным среди трёхсетовых поединков в Мировом туре. На Открытом чемпионате Франции Джокович неожиданно проиграл в третьем круге немецкому теннисисту Филиппу Кольшрайберу — 4-6, 4-6, 4-6.
В июне Джокович дошёл до финала травяного турнира в немецком Халле, а на Уимблдонском турнире дошёл до четвертьфинала. В обоих случаях он уступил немцу Томми Хаасу. В августе на турнире Мастерс в Монреале дошёл до четвертьфинала. На мастерсе в Цинциннати он вышел в финал, обыграв в 1/2 финала № 2 в мире Рафаэля Надаля. В решающем поединке сербский теннисист проиграл Роджеру Федереру. На Открытом чемпионате США вновь дошёл до полуфинала, где, как и год назад, уступил Роджеру Федереру. В октябре Джокович выиграл турнир в Пекине, переиграв хорвата Марина Чилича — 6-2, 7-6(4). На турнире Мастерс в Шанхае он дошёл до полуфинала, уступив там Николаю Давыденко. В ноябре на турнире в Базеле завоевал свой 15-й титул ATP в карьере, переиграв в финале местного любимца и первого в мире Роджера Федерера — 6-4, 4-6, 6-2. После этого он сумел выиграть второй турнир подряд, на этот раз одержав победу на турнире Мастерс в Париже и обыграв в финале «хозяина корта» Гаэля Монфиса. Это была первая победа Джоковича на турнирах Мастерс 1000 за 1,5 года. На Итоговом турнире, несмотря на две победы над Надалем и Давыденко и всего одним поражением от Робина Сёдерлинга, Джокович не смог выйти из группы в полуфинал, заняв третье место. За весь 2009 год на счету Джоковича 5 титулов. Сезон третий год подряд он завершает на третьем месте.

### 2010—2012 (лидерство в мировом теннисе)

#### 2010 год

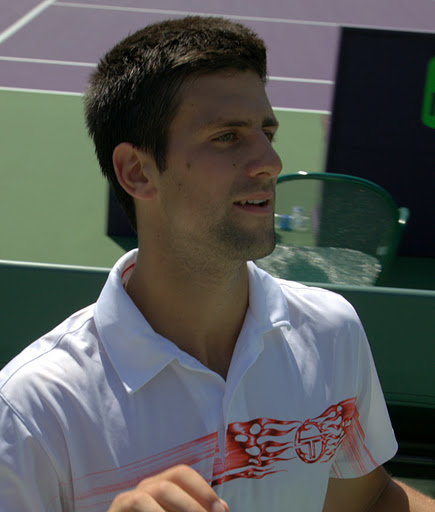
Джокович на мастерсе в Майами 2010 года

На Открытом чемпионате Австралии Джокович вышел в 1/4 финала, где проиграл Жо-Вильфриду Тсонга в пяти сетах. Несмотря на поражение, он достиг второго места в рейтинге — самого высокого показателя в карьере. В феврале Новак дошёл до полуфинала турнира в Роттердаме, но там проиграл Михаилу Южному. Через две недели в финале турнира в Дубае Джокович взял реванш у Южного и защитил свой прошлогодний титул, а также взял первый трофей в сезоне. В начале марта в составе сборной Сербии он принял участие в матче первого раунда Кубка Дэвиса против команды США. Он помог Сербии победить со счётом 3-2, выиграв два матча у Сэма Куэрри и Джона Изнера. На мастерсах в Индиан-Уэлсе и Майами Новак сыграл неудачно и по их прошесествии объявил, что прекращает работу со своим тренером Тоддом Мартином.
Первым грунтовым турниром года для Джоковича стал мастерс в Монте-Карло, где он в качестве первого сеяного дошёл до полуфинала. На мастерсе в Риме и на домашнем турнире в Белграде, Джокович проигрывал в четвертьфинале. На Открытом чемпионате Франции Джокович был посеян под третьим номером и добрался также до 1/4 финала, где он проиграл Юргену Мельцеру в пяти сетах.
В июне на траве турнира в Лондоне Джокович выиграл свой единственный титул в Мировом туре в парном разряде. Этого результата он достиг, сыграв в паре с Йонатаном Эрлихом. На Уимблдоне Новак, как и во Франции, был третьим сеяным. Он победил в пяти матчах на пути к полуфиналу, где в итоге проиграл чеху Томашу Бердыху в трёх сетах. В августе на мастерсе в Торонто Джокович проиграл Роджеру Федереру в полуфинале. На этом турнире он также выступал в паре с Рафаэлем Надалем. Это было первый подобный прецедент с 1976 года, когда первая и вторая ракетка мира выступали вместе в паре (до этого вместе сыграли Джимми Коннорс и Артур Эш). В четвертьфинале мастерс Цинциннати Джокович проиграл Энди Роддику. В качестве третьего сеяного на Открытом чемпионате США, Джокович в полуфинале победил Роджера Федерера в пяти сетах, отыграв двойной матчбол соперника при счёте 4-5 в 5 сете на своей подаче. Это была первая победа Джоковича над Федерером на Открытом чемпионате США и первая победа над Федерером на мейджорах с Открытого чемпионата Австралии 2008. Джокович в финале проиграл Надалю, что помогло испанцу собрать карьерный Большой шлем.
В сентябре Джокович в составе сборной Сербии одержал победу над сборной Чехии со счётом 3-2 в полуфинале Кубка Дэвиса. В октябре Новак защитил свой титул на турнире в Пекине. Он получил титул на этом турнире во второй раз подряд, победив в финале Давида Феррера. На мастерсе в Шанхае Джокович вышел в полуфинал, где уступил Федереру. На турнире в Базеле он вновь встретился с Федерером уже в финале — во второй раз подряд для местного турнира. На этот раз сильнее оказался Федерер, взявший реванш за прошлогоднее поражение в Базеле. На Финале Мирового Тура ATP в Лондоне Джокович был помещен в одну группу с Надалем, Бердыхом и Роддиком. Он выиграл свой первый групповой матч против Бердыха, затем проиграл Надалю и выиграл у Роддика Пройдя в полуфинал он вновь проиграл Федереру. В концовке сезона Джокович помог сборной Сербии впервые в истории завоевать Кубок Дэвиса. В финале, который прошёл в Белграде, против сборной Франции Новак выиграл два одиночных матча и Сербия в итоге оказалась сильнее, победив с общим счётом 3-2. Кроме того, матчами в финале Кубка Дэвиса началась выигрышная серия Джоковича из 43 матчей подряд, которая продолжалась до полуфинального матча «Ролан Гаррос»-2011. Джокович в четвёртый раз закончил год на третьем месте рейтинга. Он был удостоен званий «Сербский спортсмен года» по версии Олимпийского комитета Сербии и «Сербский атлет года» по версии сербского журнала «Спорт».

#### 2011 год

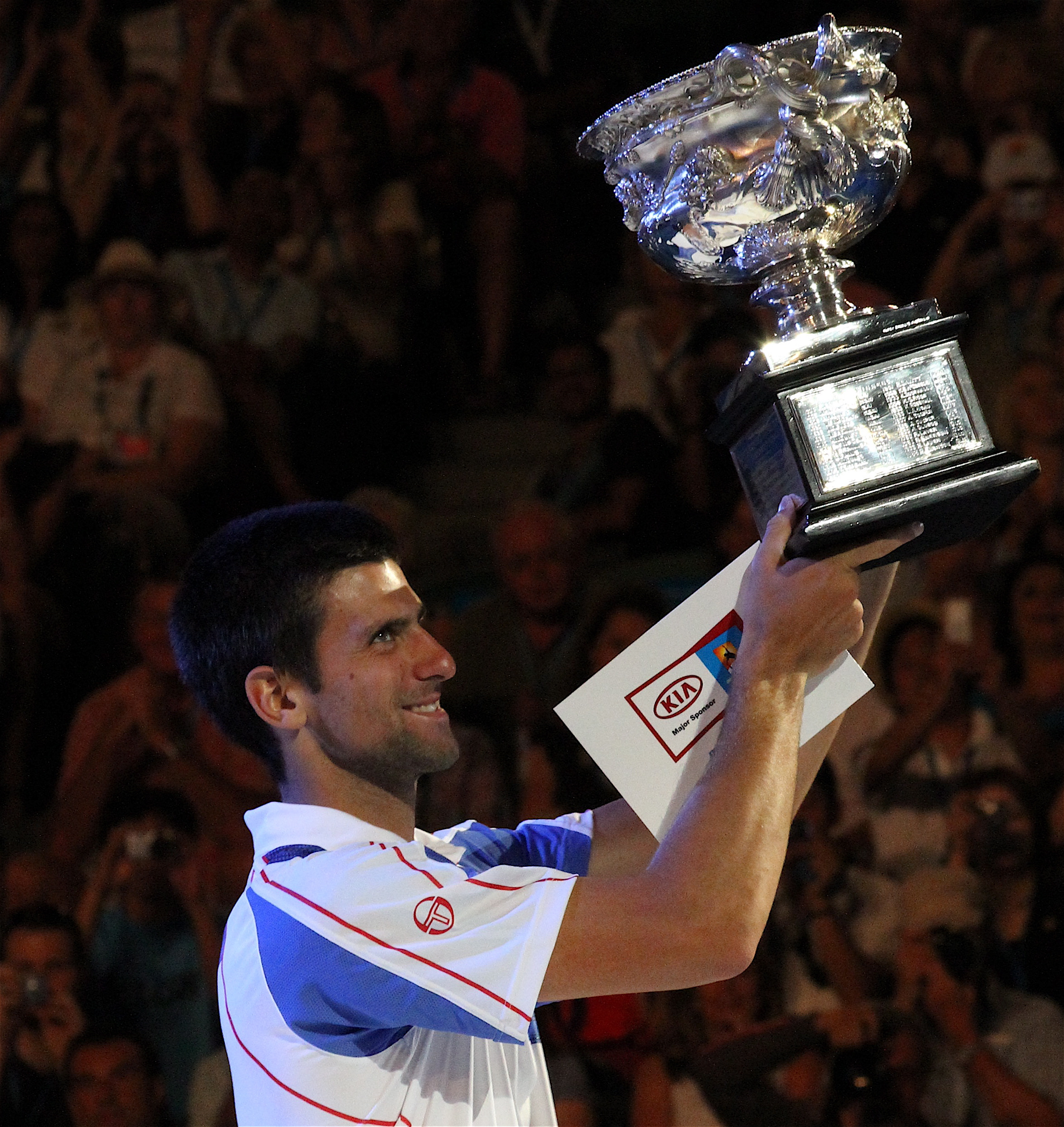
Джокович с главным призом Открытого чемпионата Австралии 2011 года

Сезон 2011 года получился для Джоковича одни им самых успешных в карьере. Первым официальным турниром в сезоне для него стал Открытый чемпионат Австралии. Пройдя без особых проблем в полуфинал, Новак обыграл в трёх сетах Роджера Федерера, а затем в финале также в трёх сетах разгромил британца Энди Маррея — 6-4, 6-2, 6-3. За весь турнир Новак проиграл лишь один сет (во втором круге хорвату Ивану Додигу) и во второй раз в карьере выиграл чемпионат в Австралии. В феврале он взял 20-й одиночный титул ATP, победив на турнире категории 500 в Дубае. В финале он вновь обыграл Федерера. В марте Джокович выиграл два американских супер-турнира серии Мастерс — в Индиан Уэлс и Майами. Оба раза в решающем матче он оказывался сильнее № 1 в мире на тот момент Рафаэля Надаля.
Первым грунтовым турниром в сезоне для Джоковича стал домашний турнир в Белграде, где он взял очередной титул. Через неделю он выиграл мастерс в Мадриде, а ещё через одну мастерс в Риме. В этих двух финалах он оба раза оказался сильнее «грунтового короля» Рафаэля Надаля. Джокович с начала сезона выиграл, таким образом, 7 турниров подряд. Его победная серия закончилась на Открытом чемпионате Франции, где в полуфинале серб проиграл Роджеру Федереру. Джокович стал автором второй по продолжительности в ATP-туре серии побед с начала сезона — 41 матч подряд. Более длительная победная серия была только у Джона Макинроя в 1984 году — 42 матча. Всего победная серия сербского теннисиста продолжалась 43 матча, включая победы в финале Кубка Дэвиса 2010. Это третий результат за всю историю после Гильермо Виласа (46 матчей в 1977) и Ивана Лендла (44 матча в 1981/1982).
1 июля 2011 года Джокович впервые в своей карьере вышел в финал Уимблдона, обеспечив себе первую строчку в мировом рейтинге ATP (с 4 июля 2011 года). Таким образом, Новак стал 25-й по счету первой ракеткой мира независимо от результата турнира. Ранее теннисисты из Сербии никогда не добивались такого успеха. На протяжении семи с половиной лет (со 2 февраля 2004 года) на лидирующей позиции, сменяя друг друга, находились только два человека — Роджер Федерер и Рафаэль Надаль. 3 июля состоялся финал и Джокович стал победителем Уимблдонского турнира, обыграв в финале Надаля со счётом 6-4, 6-1, 1-6, 6-3.
10 августа Новак Джокович во втором круге турнира серии мастерс в Монреале победил россиянина Николая Давыденко и, таким образом, выиграл свой дебютный матч, находясь на высшей позиции в рейтинге ATP (до этого подобное удавалось 20 первым ракеткам из 24). 15 августа он выиграл турнир, обыграв в финале в 3 сетах американца Марди Фиша. Для Джоковича эта победа стала пятой в сезоне на турнирах серии Мастерс, и серб стал первым в истории теннисистом, выигравшим за сезон более 4 подобных турниров. Всего для Джоковича это стало 10-й в карьере победой на турнирах серии Мастерс, и он стал 10-м игроком в истории, выигравшим не менее 10 турниров серии. 19 августа, обыграв Гаэля Монфиса в четвертьфинале турнира в Цинциннати, одержал рекордную, 30-ю победу подряд на турнирах серии Мастерс, побив прежний рекорд Роджера Федерера (29 побед подряд в 2005—2006 годах). На следующий день, после победы в полуфинале над Томашем Бердыхом довел эту цифру до 31. В финале против Энди Маррея при счёте 4-6, 0-3 он отказался от продолжения борьбы, не желая усугублять травму в преддверии Открытого чемпионата США. Это поражение стало для Джоковича лишь вторым в 2011 году.
На Открытом чемпионате США Джокович шестой раз подряд на турнирах Большого шлема вышел в полуфинал. Он уступал Роджеру Федереру 0-2 по сетам, а затем 3-5 в пятом сете и 40-15 на подаче швейцарца. Однако отыграв двойной матчбол, серб одержал итоговую победу — 6−7(7), 4-6, 6-3, 6-2, 7-5. 12 сентября в финале в шестой раз подряд одолел Рафаэля Надаля (6-2, 6-4, 6−7(3), 6-1), впервые в карьере выиграв Открытый чемпионат США. Таким образом, Новак стал шестым теннисистом, который сумел выиграть три турнира серии Большого шлема за сезон. Он также стал вторым игроком, который победил Роджера Федерера и Рафаэля Надаля на пути к Большому шлему (первым был Хуан Мартин Дель Потро на Открытом чемпионате США-2009). Кроме того, выиграв титул Большого шлема, дебютировав в качестве первой ракетки, он повторил достижение Джима Курье, который в 1992 году выиграл на Ролан Гаррос. После победы в США Джокович побил рекорд по призовым деньгам, выигранным за один сезон. В 2011 году он выиграл 10,6 миллиона долларов и превзошёл результат испанца Рафаэля Надаля, который в 2010 году заработал 10,17 миллиона долларов призовых. Для того, чтобы превзойти показатель в 10 миллионов долларов призовых, Джоковичу хватило 12 турниров. Надаль заработал эти деньги за 17 турниров, а швейцарец Роджер Федерер в 2007 году — за 16 турниров.
18 сентября вышел на корт в полуфинальной встрече Кубка Дэвиса против Аргентины, но из-за травмы не сумел завершить свой матч против Хуана Мартина Дель Потро. Таким образом, Джокович потерпел своё третье в сезоне поражение, два из которых произошли в результате отказа от продолжения матча. Сербы уступили аргентинцам и не сумели второй год подряд выйти в финал Кубка Дэвиса. Не выступая на турнирах более месяца, Джокович следующий раз вышел на корт в Базеле, где вышел в тринадцатый полуфинал за сезон подряд (ни на одном турнире, в котором теннисист играл в этом году, он не проигрывал раньше этой стадии). Серб проиграл там японцу Кэю Нисикори, уступив третий сет с баранкой всего лишь третий раз в карьере. На мастерсе в Париже Джокович снялся с четвертьфинала из-за травмы. Если бы Новак пропустил этот турнир, то лишился бы 1,6 миллиона долларов бонуса теннисистам, закончившим сезон на первой строчке, так как это получился бы третий пропущенный «Мастерс» за сезон (за неприезд в Шанхай теннисист из Сербии уже потерял 400 тысяч (общий размер бонуса — 2 миллиона). На итоговом турнире в Лондоне он был посеян в одной группе с Бердыхом, Марреем и Давидом Феррером. Сербу удалось выиграть только встречу с Бердыхом, проиграв два других матча — Фереру и Янко Типсаревичу, который заменил выбывшего из-за травмы Маррея. Он занял только третье место и не смог выйти в плей-офф. Сезон Джокович завершил в ранге первой ракетки мира.

#### 2012 год

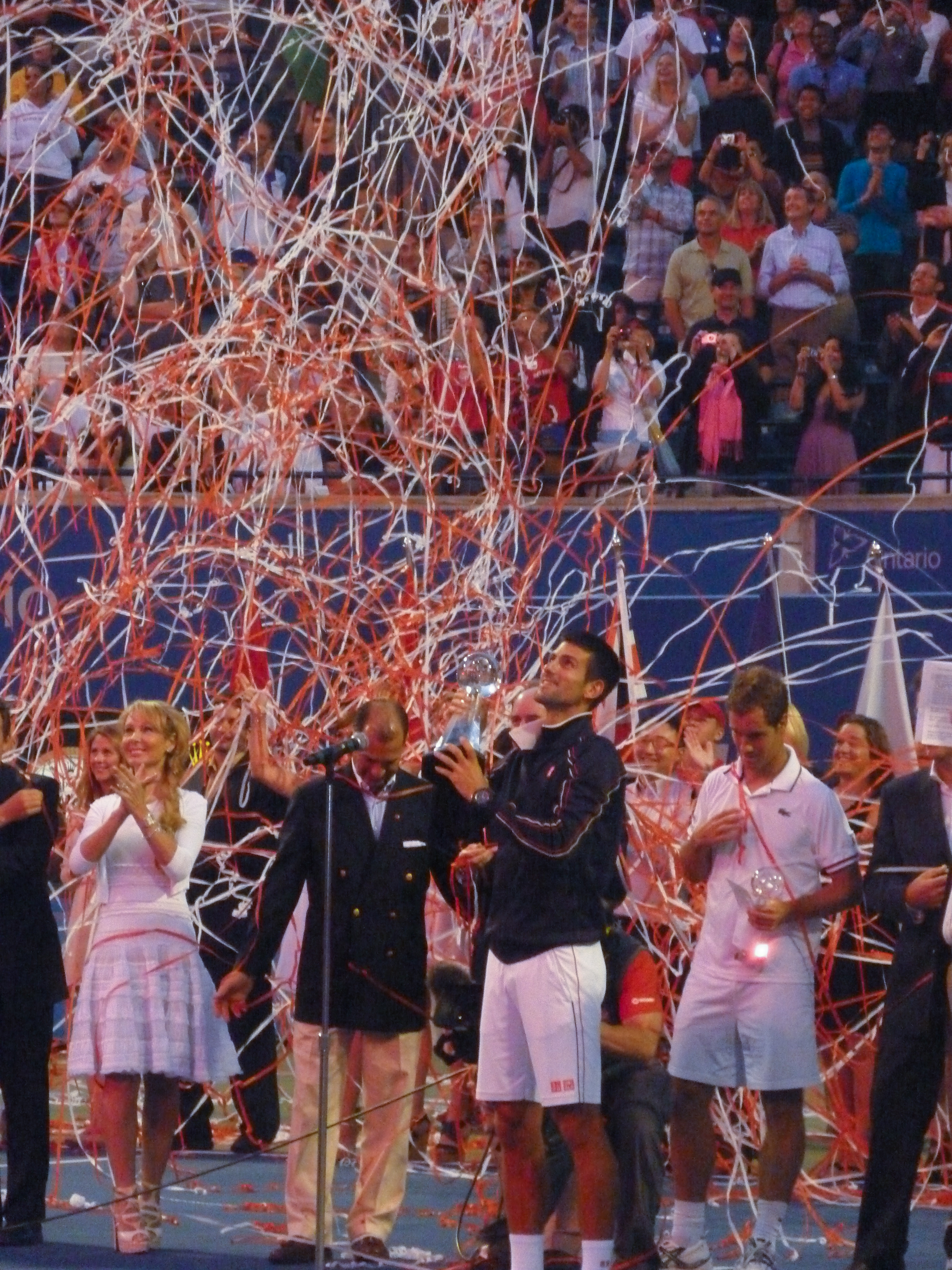
Джокович на церемонии награждения мастерса в Торонто 2012 года

Новак начал для себя сезон с победы на очередном турнире Большого шлема — 29 января он в драматичном финале обыграл вторую ракетку мира Рафаэля Надаля в пяти сетах со счётом 5-7 6-4 6-2 65−7 7-5. Матч продолжался 5 часов 53 минуты и установил сразу два рекорда: по продолжительности матчей Открытого чемпионата Австралии и по продолжительности финалов турниров Большого шлема. В очном противостоянии для Джоковича эта победа над Надалем стала седьмой подряд. До этого финала Новак в полуфинале сыграл ещё один «марафонский матч» против Энди Маррея и выиграл в пяти сетах за 4 часа 50 минут. Для Джоковича победа в Австралии стала третьей в карьере и пятой — на турнирах Большого шлема. Защитить титулы в Дубае и Индиан-Уэлсе ему не удалось (поражение в полуфиналах от Энди Маррея и Джона Изнера соответственно), а вот на мастерсе в Майами защита титула удалась — не отдано ни сета, и в финале был обыгран Маррей.
Грунтовый сезон-2012 для Джоковича прошёл не так успешно, как прошлогодний. На европейской красной глине Новак не выиграл в этом году ни одного титула. На мастерсе в Монте-Карло в финале уступил Надалю — 3-6, 1-6. Мастерс в Мадриде закончился в четвертьфинале поражением от соотечественника Янко Типсаревича. На мастерсе в Риме Джокович вышел в финал, где снова проиграл Надалю — 5-7, 3-6. На «Ролан Гаррос» Джокович добрался до финала, дважды по ходу турнира находясь в сете от поражения (в 4-м круге Андреас Сеппи выиграл первые две партии, но Джокович сумел спасти матч и в 1/4 финала Жо-Вильфрид Тсонга в четвёртом сете имел несколько матчболов, но Новак сумел выиграть и четвёртую, и пятую партии). В полуфинале серб уверенно обыграл Федерера (6-4, 7-5, 6-3), но в финале уступил Надалю (4-6, 3-6, 6-2, 5-7) и не смог выиграть 4-й подряд турнир Большого шлема и завоевать «карьерный Большой шлем».
На Уимблдоне Новак добрался до полуфинала, уступив в пяти матчах лишь одну партию, но в борьбе за финал проиграл Федереру — 3-6, 6-3, 4-6, 3-6. Джокович прервал свою серию из 4 подряд финалов турниров Большого шлема. В августе он выступил на Олимпийских играх в Лондоне. В одиночном разряде он был в шаге от завоевание медалей, пройдя в полуфинал. На этой стадии он проиграл Энди Маррею, а в матче за бронзовую медаль Новак не смог одолеть Хуана Мартина дель Потро. В парном разряде в дуэте с Виктором Троицки он проиграл уже в первом раунде. После Олимпиады Джокович в третий раз в карьере выиграл мастерс в Канаде, который в этот год прошёл в Торонто. В финале он переиграл француза Ришара Гаске (6-3, 6-2). На мастерсе в Цинциннати Новак также сыграл в титульном матче, но на этот раз проиграл Роджеру Федереру. На Открытый чемпионат США Новак третий год подряд дошёл до финала (единственный сет в 6 матчах у серба в полуфинале выиграл Давид Феррер), но в драматичном последнем матче турнира уступил Маррею, для которого это стало первой победой на турнирах Большого шлема (6−7(10), 5-7, 6-2, 6-3, 2-6).
В начале октября Новак защитил титул в Пекине, обыграв в финале Жо-Вильфрида Тсонга в двух сетах. На следующей неделе он выиграл мастерс в Шанхае, победив Энди Маррея в финале и отыграв по ходу встрече матчболы. Джокович гарантировал себе мир № 1 рейтинга, после того как Роджер Федерер снялся с мастерса в Париже. На Итоговом турнире Джокович выиграл все матчи в своей группе (у Маррея, Бердыха и Тсонга). В полуфинале он переиграл Хуана Мартина дель Потро, а в финале 12 ноября 2012 года Джокович победил Федерера со счётом 7-6(6), 7-5 и во второй раз в карьере стал чемпионом на Финале Мирового Тура ATP. За достижения в сезоне 2012 года Джокович второй год подряд был удостоен звания «ITF чемпион мира в мужском одиночном разряде» Международной федерацией тенниса.

### 2013—2015 (№ 1 в мире и 10-й титул Большого шлема)

#### 2013 год

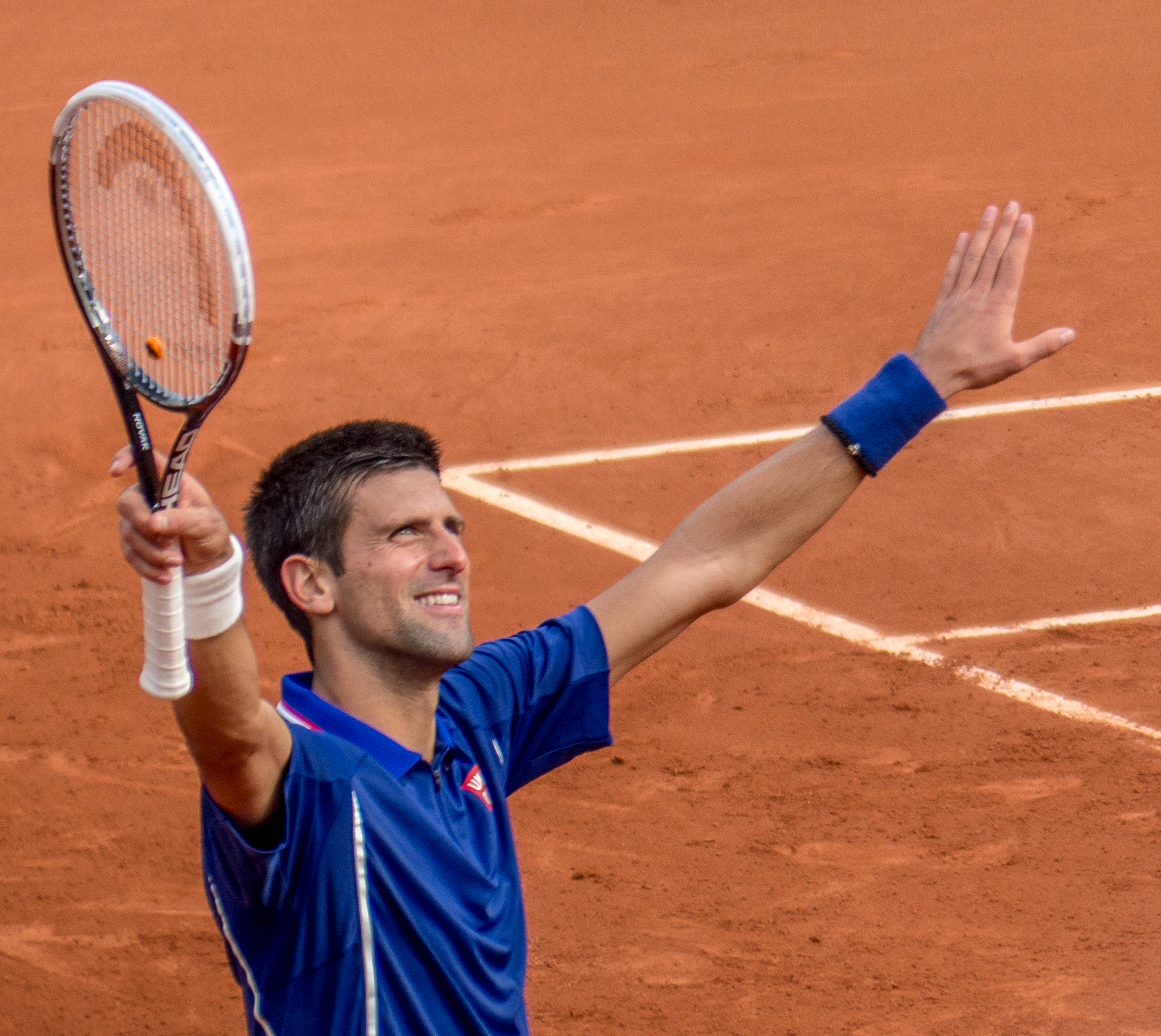
Джокович на Открытом чемпионате Франции 2013 года

В начале сезона Джокович сыграл на неофициальном командном турнире Кубок Хопмана, где в партнёрстве с Аной Иванович дошёл до финала, в котором их команда Сербии уступила Испании. Выступление на кортах Открытого чемпионата Австралии для Новака прошло успешно. В первом трёх матчах он не потерял ни сета, однако матч четвёртого круга против Станисласа Вавринки длился более 5 часов и завершился победой Джоковича со счётом 1-6, 7-5, 6-4, 6-7(5), 12-10. В четвертьфинале Новак одолел Томаша Бердыха, а в полуфинале — Давида Феррера за менее чем полтора часа. В финале Джокович победил Энди Маррея — 6-7(2), 7-6(3), 6-3, 6-2, защитив титулы предыдущих двух лет. Благодаря этой победе он стал первым теннисистом Открытой эры, который получил три подряд титула на чемпионате Австралии. Кроме того, по общему количеству титулов в Австралии он сравнялся с Андре Агасси и Роджером Федерером (по 4 победы). На следующей неделе после этой победы Джокович принял участие в матче первого раунда Кубка Дэвиса между сборными Сербии и Бельгии. Он одержал победу над Оливье Рохусом, что позволило сербам повести в матче 2-0 и помогло по итогу выиграть 3-2.
Второй титул в сезоне Новак выиграл на турнире в Дубае, в финале победив чеха Томаша Бердыха — 7-5, 6-3). Этот титул стал для него уже четвёртым на турнире за последние 5 лет. В марте Джокович принял участие на мастерсе в Индиан Уэлсе, на котором повторил свой прошлогодний результат: дошёл до полуфинала. На следующей неделе на мастерсе в Майами Джокович должен был защищать титул, однако проиграл в четвёртом круге Томми Хаасу. В апреле Джокович принял участие в четвертьфинале Кубка Дэвиса против сборной США, где обыграл Джона Изнера и Сэма Куэрри, что помогло его команде пройти в полуфинал.
Грунтовую часть сезона Джокович начал с победы на мастерсе в Монте-Карло. Он получил титул, победив в финале Рафаэля Надаля (6-2, 7-6(1)). Новак, таким образом, прервал восьмилетнюю серию побед Надаля на этом турнире. В мае на мастерсе в Мадриде Джокович проиграл уже в первом своем матче болгарину Григору Димитрову. Римский Мастерс закончился для серба поражением в четвертьфинале Томашу Бердыху. На «Ролан Гаррос» Джокович дошёл до полуфинала, где уступил в пяти сетах Рафаэлю Надалю со счётом 4-6, 6-3, 1-6, 7-6 (7-3), 7-9. При этом в четвёртом сете он отыграл подачу Надаля на матч при счёте 5-6, а в пятом вел с брейком в счёте 4-3. Этот полуфинал стал для Джоковича 12-м подряд на турнирах Большого шлема, и по этому показателю он вышел на второе место в истории после Роджера Федерера (23 полуфинала).
На Уимблдоне Новак дошёл до полуфинала, не потеряв ни сета. В полуфинальном матче против Хуана Мартина дель Потро ему пришлось сыграть все 5 партий для победы. В финале он уступил в трёх сетах Энди Маррею. В августе на мастерсе в Монреале Джокович дошёл до полуфинала, проиграв Надалю. На мастерсе в Цинциннати он уступил в 1/4 финала Джону Изнеру. На Открытом чемпионате США Джокович вышел в финал, но уступил там Рафаэлю Надалю в четырёх сетах. На следующей неделе он принял участие в полуфинальном матче Кубка Дэвиса против сборной Канады, где выиграл обе свои одиночные игры и помог сборной Сербии во второй раз в истории выйти в финал.
В начале октября в финале турнира в Пекине Джокович обыграл Надаля во второй раз в сезоне и продлил свою беспроигрышную серию на этих кортах, которая началась в 2009 году. Однако уже выходом в финал Надаль гарантировал себе возвращение на первое место в рейтинге. На следующей неделе Джокович победил на мастерсе в Шанхае, одолев в финале Хуана Мартина дель Потро со счётом 6-1, 3-6, 7-6 (3). В начале ноября в Париже Джокович выиграл свой третий мастерс сезона и 40-й одиночный титул в Мировом туре, одолев в финале Давида Феррера — 7-5, 7-5. На следующей неделе он защитил свой титул на Итоговом Турнире, выиграв все 5 матчей на турнире и победив в финале Рафаэля Надаля 6-3, 6-4. Однако, несмотря на хорошо проведенную концовку сезона с 24-матчевой победной серией Джокович завершил год в статусе второй ракетки мира, пропустив на вершину Надаля. В самом конце сезона Новак сыграл в финале Кубка Дэвиса против сборной Чехии. Матч проходил на родине Джоковича в Белграде и он смог выиграть обе свои встречи у Томаша Бердыха и Радека Штепанека. Однако партнёры по команде не смогли поддержать лидера сборной Сербии и проиграли все матчи, таким образом уступив в борьбе за Кубок со счётом 2-3.

#### 2014 год

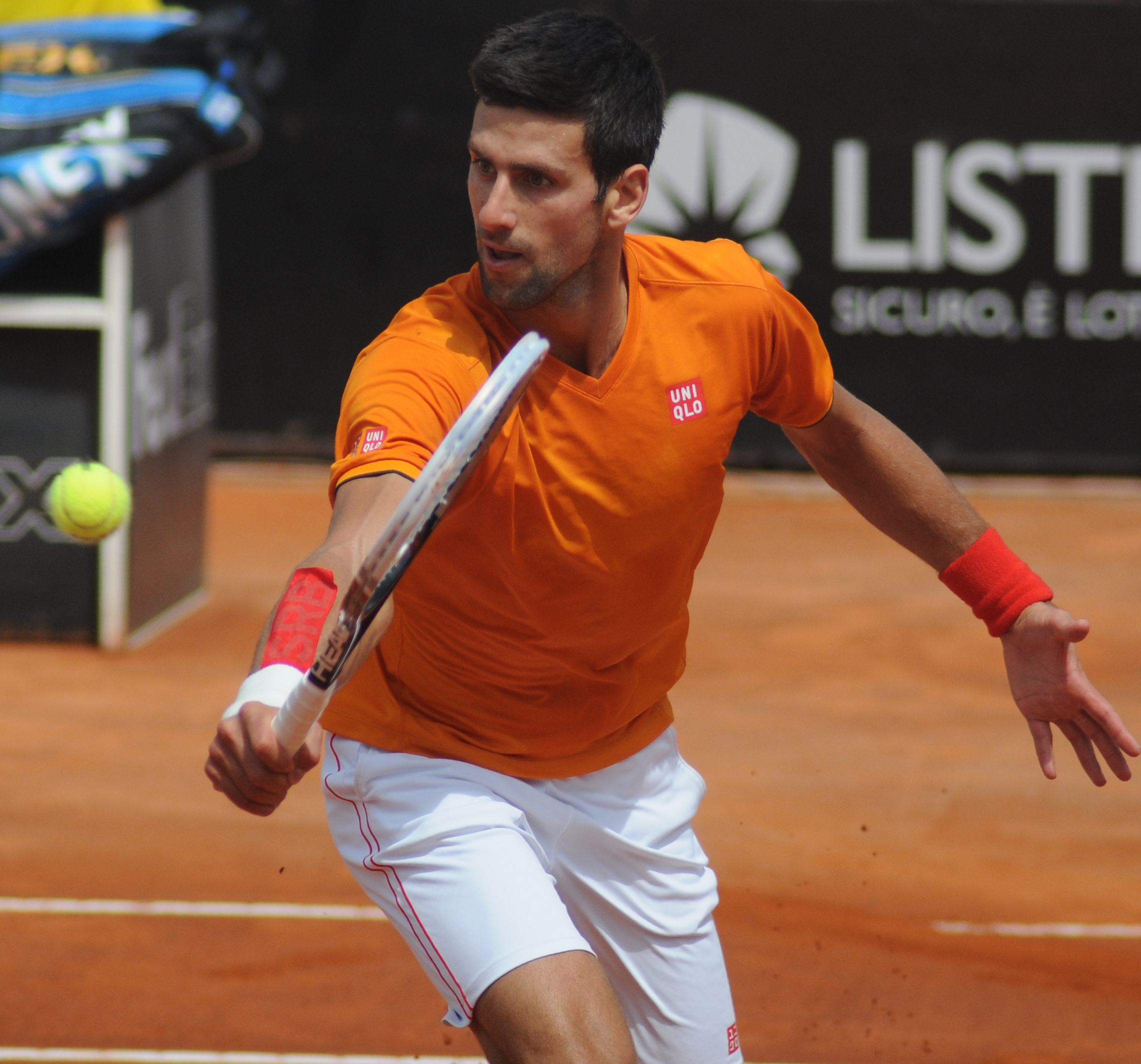
Джокович на мастерсе в Риме 2014 года

На Открытом чемпионате Австралии Джокович впервые за четыре года проиграл. В четвертьфинале он уступил Стэну Варвринке, прервав 25-матчевую победную серию в Австралии и серию из 14 проходов подряд в полуфинал на Больших шлемах. Также Джокович не смог защитить титул на февральском турнире в Дубае, проиграв в полуфинале Федереру. Зато ему удалось успешно выступить на мартовский мастерсах в Индиан Уэлсе и Майами. В финале в Индиан Уэлсе он взял реванш у Федерера за поражение в Дубае — 3-6, 6-3, 7-6(3). В Майами Новак нанёс поражение в решающем матче первой ракетки мира Рафаэлю Надалю — 6-3, 6-3. В апреле Новак начал грунтовую часть сезона с мастерса в Монте-Карло, где проиграл в полуфинале Федереру. В мае он в третий раз в карьере стал чемпионом на мастерсе в Риме. В решающем матче он во второй раз в сезоне нанёс поражение № 1 в мире Рафаэлю Надалю — 4-6, 6-3, 6-3. Джокович дошёл до финала на Открытом чемпионате Франции, где вновь сыграл с Надалем. На этот раз испанец смог выиграть со счётом 6-3, 5-7, 2-6, 4-6.
В июле Джокович стал двукратным чемпионом Уимблдона, переиграв в финале мужского одиночного разряда многократного чемпиона этого турнира Роджера Федерера со счётом 6-7(7), 6-4, 7-6(4), 5-7, 6-4. Этот успех позволил 27-летнему сербскому теннисисту вернуться на первую строчку в мировом рейтинге. На Открытом чемпионате США Джокович доиграл до полуфинала и на этой стадии неожиданно проиграл японцу Кэю Нисикори. В октябре он в пятый раз за последние шесть лет стал обладателем титула турнира в Пекине. В полуфинале он выиграл у Энди Маррея (6-3, 6-4), а в финале оказался сильнее Томаша Бердыха (6-0, 6-2). На мастерсе в Шанхае Новак смог пройти в 1/2 финала, где проиграл Роджеру Федереру. В начале ноября он стал победителем последнего в сезоне мастерса в Париже, где в решающем матче он переиграл Милоша Раонича (6-2, 6-3). На Итоговом турнире Джокович также подтвердил свой статус фаворита. На групповом этапе он разгромил всех своих соперников, отдав за три матча всего 9 геймов в 6 сыгранных сетах. В полуфинале он взял реванш за поражение в США у Кэя Нисикори (6-1, 3-6, 6-0). В финале зрители ожидали увидеть противостояние Джоковича с Федерером, но швейцарец снялся с матча из-за травмы и Новак в третий раз подряд взял главный приз Финала Мирового тура. В третий раз Джокович стал первой ракеткой мира по итогам года.

#### 2015 год

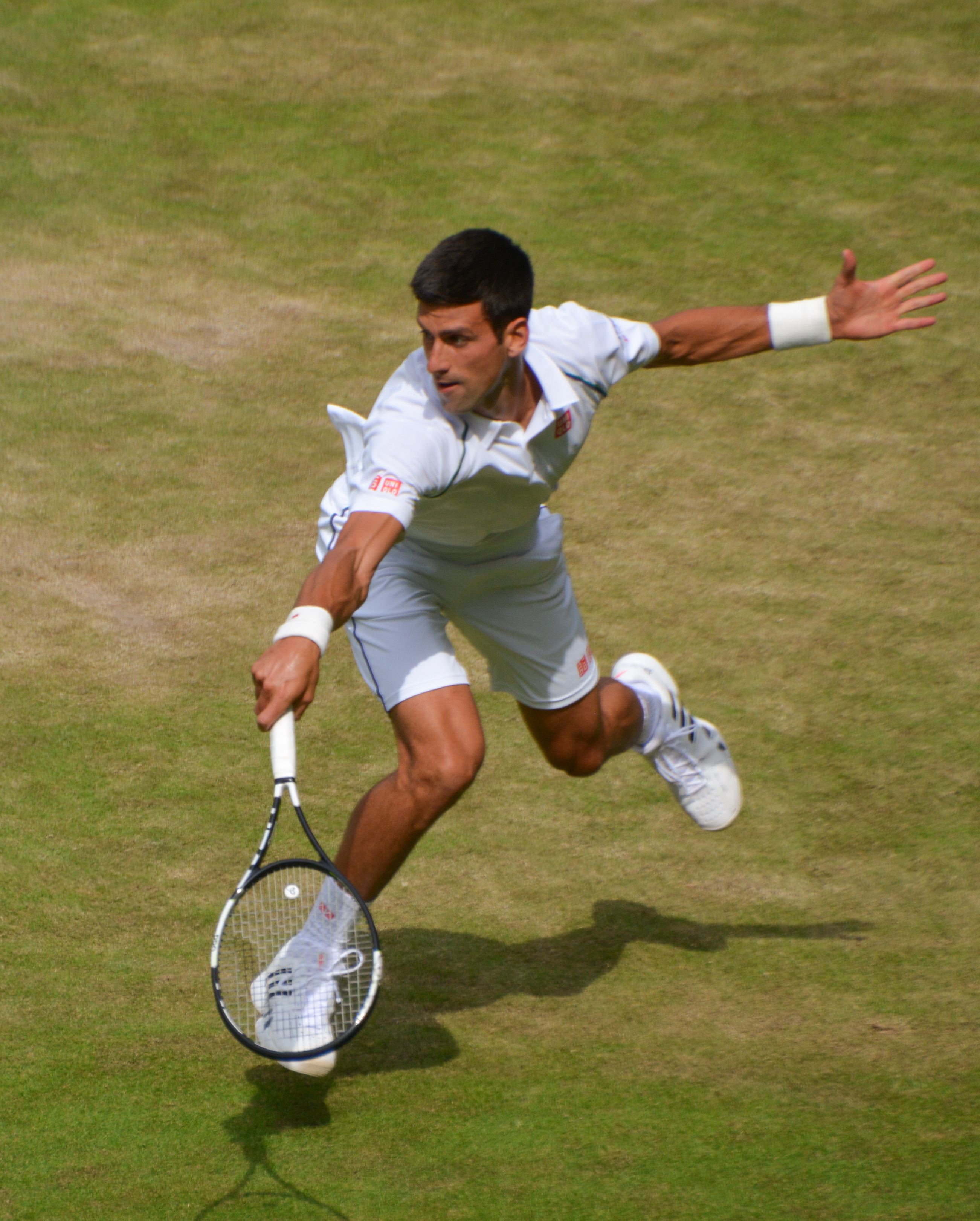
Джокович на Уимблдонском турнире 2015 года

Сезон 2015 года стал одним из самых успешных в карьере Джоковича и прошёл под его лидерством в мужском теннисе. В начале года Новак в пятый раз стал победителем Открытого чемпионата Австралии. В полуфинале в пяти сетах он обыграл прошлогоднего чемпиона Стэна Вавринку, а в финале победил Энди Маррея — 7-6(5) 6-7(4) 6-3 6-0. Он стал рекордсменом по числу титулов в Австралии в Открытую эру, а по общему числу побед на Больших шлемах переместился на восьмую строчку за всю историю. В феврале Джокович остановился в шаге от титула турнира в Дубае, проиграв в финале Роджеру Федереру. В начале марта он помог сборной Сербии обыграть Хорватию в первом раунде розыгрыша Кубка Дэвиса. Второй год подряд Новак стал победителем двух первых в сезоне мастерсов в Индиан-Уэлсе и Майами. На первом из них он переиграл в финале Роджера Федерера (6-3, 6-7(5), 6-2), а на втором Энди Маррея (7-6(3), 4-6, 6-0). Эти титулы стали 50-м и 51-м в карьере серба на соревнованиях ассоциации в одиночном разряде.
В апреле на мастерсе в Монте-Карло Джокович смог обыграть в полуфинале рекордсмена по числу титулов на этом турнире — Рафаэля Надаля (6-3, 6-3), а финале выиграл у Томаша Бердыха (7-5, 4-6, 6-3) и во второй раз стал чемпионом этого мастерса. В середине мая в Риме он выиграл четвёртый турнир серии мастерс в сезоне. В финале Новак нанёс поражение Роджеру Федереру (6-4, 6-3). В четвертьфинале Открытого чемпионата Франции Джокович смог обыграть главного фаворита турнира Рафаэля Надаля со счётом 7-5, 6-3, 6-1. Он стал всего вторым теннисистом, который обыграл испанца на кортах Ролан Гаррос. Затем он выбил в полуфинале Энди Маррея — 6-3, 6-3, 5-7, 5-7, 6-1 и вышел в финал главным претендентом на титул. Если бы Джокович одержал победу, то смог бы собрать «карьерный» Большой шлем — одержать победу на всех четырёх турнирах Большого шлема по ходу карьеры. Но Джокович неожиданно проиграл в решающем матче Стэну Вавринке со счётом 6-4, 4-6, 3-6, 4-6 и отложил на будущее достижение этой цели.
На следующем в сезоне Большом шлеме — Уимблдонском турнире Джокович смог уже взять титул. В финале он обыграл Роджера Федерера со счётом 7-6(1), 6-7(10), 6-4, 6-3. Победа на Уимблдоне стала третьей в карьере Новака. Через месяц на мастерсе в Монреале он дошёл до финала, но проиграл на этот раз Энди Маррею. Также поражением в финале на этот раз от Роджера Федерера для него закончился и мастерс в Цинциннати через неделю после турнира в Канаде. На Открытом чемпионате США Джокович и Федерер вновь сыграли в финале и Новак смог победить со счётом 6-4, 5-7, 6-4, 6-4. Это был его второй титул в США и третий Большой шлем в сезоне. Он повторил своё достижение 2011 года, собрав 3 «мэйджора» в один год и выйдя во все финалы турниров Большого шлема. Джокович выиграл в целом уже 10-й турнир Большого шлема и по этому показателю стал пятым теннисистом в истории в Открытой эре.
В октябре он вернулся на корт и в шестой раз в карьере выиграл турнир в Пекине, переиграв в финале Рафаэля Надаля со счётом 6-2, 6-2. Через неделю он стал чемпионом на мастерсе в Шанхае, сразив в решающем матче Жо-Вильфрида Тсонга — 6-2, 6-4. Четвёртый титул подряд он выиграл на мастерсе в Париже, одолев в финале Энди Маррея — 6-2, 6-4. Завершил триумфальный сезон Джокович победой на Итоговом турнире в Лондоне. Из группы он вышел со второго места, проиграв только Роджеру Федереру. В полуфинале он оказался сильнее Рафаэля Надаля (6-3, 6-3), а в финале взял реванш у Федерера (6-3, 6-4). В 2015 году Джокович выиграл 11 титулов из которых три серии Большого шлема и шесть серии Мастерс. Он уверенно занял первое место в итоговом рейтинге.

### 2016—2018 (карьерный Большой шлем, вылет из топ-10 и возвращение на вершину)

#### 2016 год

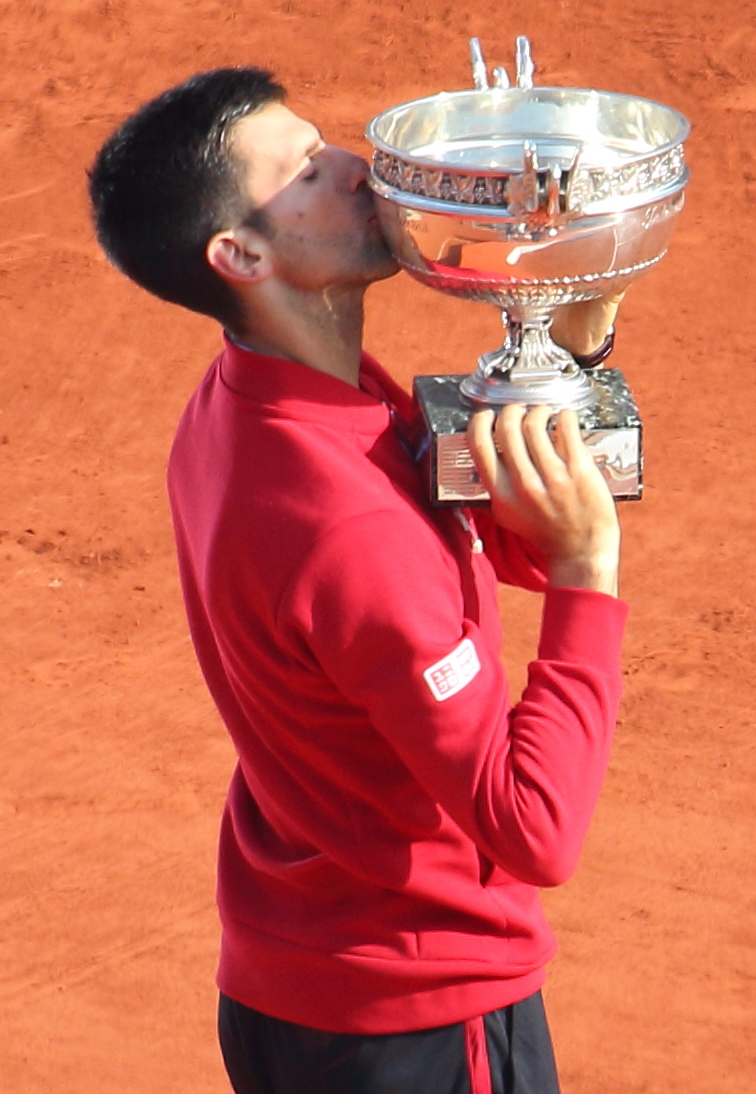
Джокович с кубком Открытого чемпионата Франции 2016 года

На старте сезона 2016 года Джокович выиграл турнир в Дохе, где в финале он сразился и победил Рафаэля Надаля. На Открытом чемпионате Австралии он защитил свой титул и в шестой раз в карьере забрал главный трофей. В полуфинале Новак в четырёх сетах выиграл у Федерера, а в финале переиграл Энди Маррея со счётом 6-1, 7-5, 7-6(3). В начале марта Джокович сыграл в первом раунде Кубка Дэвиса и помог Сербии одолеть команду Казахстана. В марте он в третий раз подряд победил на двух мастерсах в США. В Индиан Уэлсе он проиграл только один сет в первом матче и смог обыграть в полуфинале Рафаэля Надаля (7-6(5), 6-2), а в финале разгромил Милоша Раонича (6-2, 6-0). В Майами Новак уже не отдал ни сета и в финале выиграл у Кэя Нисикори со счётом 6-3, 6-3.
В мае Джокович взял титул на мастерсе в Мадриде, одолев в финале Энди Маррея — 6-2, 3-6, 6-3. На следующем мастерсе в Риме они вновь сыграли в финале и на этот раз сильнее был Маррей — 3-6, 3-6. Знаковым для карьеры Джоковича оказался Открытый чемпионат Франции — единственный турнир из серии Большого шлема, который ещё не покорялся сербскому теннисисту. В четвёртый раз в карьере он смог дойти до решающего матча и на этот раз Джокович смог выиграть престижный трофей. В финале он снова сыграл против британца Маррея и победил в четырёх сетах (3-6, 6-1, 6-2, 6-4). Таким образом, Джоковичу удалось собрать некалендарный Большой шлем, последовательно выиграв Уимблдон-2015, Открытый чемпионат США-2015, Открытый чемпионат Австралии-2016 и «Ролан Гаррос»-2016. Он стал третьим теннисистом в истории кому покорилось это достижение и восьмым кто смог выиграть все четыре турнира Большого шлема.
На Уимблдонском турнире развить успех Джокович не смог, неожиданно проиграв уже в третьем круге американцу Сэму Куэрри. Таким образом, впервые с 2009 года он не попал в четвертьфинал турнира Большого шлема. В августе Джокович выиграл мастерс в Торонто, одолев в финале Кэя Нисикори (6-3, 7-5). На Олимпийских играх в Рио-де-Жанейро он неожиданно проигрывает на двух тайбрейках аргентинцу Хуану Мартину дель Потро уже в первом раунде. В парном разряде он выступил с известным парником Ненадом Зимоничем, но максимум чего смог достичь это выхода во второй раунд. На Открытом чемпионате США серб вышел в финал, где проиграл швейцарцу Стэну Вавринке в четырёх сетах (7-6(1), 4-6, 5-7, 3-6). В октябре на мастерсе в Шанхае его результатом стал выход в полуфинал, а на мастерсе в Париже Новак четвертьфинал, где он впервые в карьере проиграл хорвату Марину Чиличу. После этого поражения статус первой ракетки мира перешёл к шотландцу Энди Маррею, который после финала Ролан Гаррос проиграл до конца года всего два матча. Джокович занимал первую строчку 122 недели подряд (с 7 июля 2014 года) и по продолжительности эта серия стала четвёртой в истории. Новак ещё мог вернуть звание первого в мире и завершить год на первой позиции, если бы защитил свой титул на Итоговом Турнире. И Новак, и Энди Маррей вышли в финал, не проиграв на турнире ни матча. Таким образом, впервые с 2000 года судьба звания первого в мире решалась в финале Итогового Турнира и впервые в истории претенденты на звание первого выясняли сильнейшего по итогам года в очной игре в финале. Энди Маррей переиграл Новака Джоковича со счётом 6-3, 6-4 и оставил за собой звание первого в мире, а Новак закончил год в статусе второй ракетки мира.

#### 2017 год
Сезон 2017 года стал для Джоковича самым неудачным за последние десять лет. Начался он с успеха на турнире в Дохе, где дойдя до финала, Новак обыграл Энди Маррея. Но дальнейшие события показали, что у Новака серьёзные проблемы. На Открытом чемпионате Австралии в ранге действующего чемпиона он проиграл уже на стадии второго раунда Денису Истомину.
Не слишком уверенная игра продолжилось и дальше. После Австралии на турнире в Акапулько на харде Джокович в четвертьфинале проиграл в двух сетах австралийцу Нику Кирьосу, а на турнире серии Мастерс в Индиан-Уэлсе через неделю в третьем раунде проиграл ему же. После матча австралиец заявил, что он контролировал ход матча, а серб тяжело принимал его подачу, и по мнению австралийца он не является великим игроком. В мае он дошёл до полуфинала на Мастерсе в Мадриде, где со счётом 2-6, 4-6 проиграл Надалю. На следующем Мастерсе в Риме Джокович сыграл в финале, но проиграл более молодому Александру Звереву. Защита титула на Ролан Гаррос завершилась для Джоковича в четвертьфинале, где он проиграл Доминику Тиму в трёх сетах 6-7(5), 3-6, 0-6. После турнира Джокович впервые с марта 2011 года опустился в мировом рейтинге ниже второго места. Теперь он занимал четвёртое место.
В июне Джокович выиграл второй титул в сезоне на маленьком турнире. Он выиграл соревнования на траве в Истборне. Последним турниром в сезоне для серба стал Уимблдон, где он вышел в четвертьфинал. Джокович не смог доиграть матч против Томаша Бердыха (6-7(2), 0-2) и снялся во втором сете из-за травмы локтя. 26 июля он объявил, что пропустит Открытый чемпионат США и остаток сезона для лечения своей травмы. Пропустив большую часть сезона, Джокович выбыл по итогам года из топ-10 рейтинга, заняв в классификации 12-ю строчку.

#### 2018 год

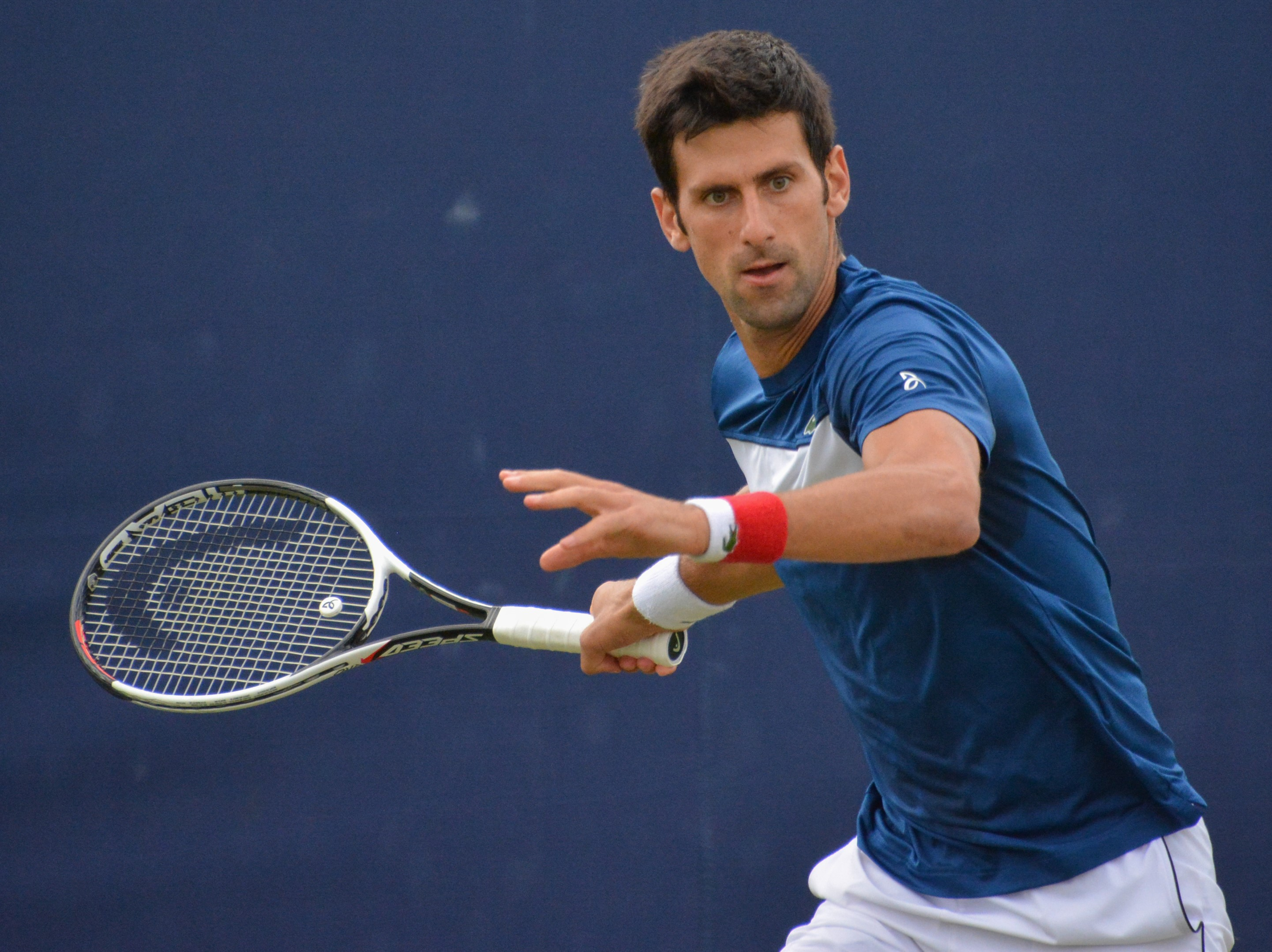
Джокович на турнире в Лондоне 2018 года

Выступления Джоковича в 2018 году можно поделить на две части: первую половину сезона он после травмы выступал неудачно, а во второй половине состоялось его возвращение на вершину теннисного мира. Первым официальным турниром с июля 2017 года для Новака стал Открытый чемпионат Австралии, на котором он проиграл в четвёртом круге корейцу Чон Хёну в трёх сетах. На следующих турнирах с марта по май (до мастерса в Риме) Джокович выступил крайне неудачно. На пяти турнирах, которых он сыграл, серб имел отрицательный баланс матчей (3 победы при 5 поражениях). В Риме он впервые в сезоне вышел в полуфинал, проиграв там Рафаэлю Надалю. На Открытом чемпионате Франции Джокович смог дойти до четвертьфинала, но здесь он неожиданно проиграл итальянцу Марко Чеккинато. В рейтинге теннисистов Новак опустился на 22-ю строчку — самую низкую с 2006 года.
Былая форма и результаты стали возвращаться к Джоковичу, начиная с июня. Первого финала в сезоне он достиг на травяном турнире в Лондоне, где в борьбе за титул проиграл Марину Чиличу. В июле Джокович триумфально выступил на Уимблдонском турнире и выиграл его в четвёртый раз. В полуфинале он в сложнейшем матче обыграл первую ракетку мира Рафаэля Надаля. Их матч прошёл в два дня и продолжался 5 часов 15 минут игрового времени, закончившись со счётом 6-4, 3-6 7-6(9), 3-6, 10-8 в пользу серба. В финале Джокович легко обыграл Кевина Андерсона — 6-2, 6-2, 7-6(3), завоевав свой 13-й титул Большого шлема и 1-й с 2016 года. По общему количеству побед на турнирах серии он вышел на 4-е место среди в мужском одиночном разряде за всю историю. После этого успеха он поднялся на 10-ю строчку в рейтинге ATP. Следующий титул Джокович завоевал в августе на турнире серии мастерс в Цинциннати, где в финале серб победил Роджера Федерера — 6-4, 6-4. Это был 70-й одиночный титул Джоковича в Мировом туре. Он стал первым в истории теннисистом в истории, который смог победить на всех девяти мастерсах в теннисном календаре за карьеру. На Открытом чемпионате США 31-летний Джокович смог выиграть второй подряд титул Большого шлема. Это была его третья победа в США и 14-я на соревнованиях серии. По общему числу побед на Больших шлемах он сравнялся с Питом Сампрасом (больше только у Федерера и Надаля). В финале он выиграл у Хуана Мартина дель Потро со счётом 6-3, 7-6(4), 6-3.
После выступления в США Джокович поднялся в рейтинге на третью строчку. В октябре он выиграл мастерс в Шанхае, нанеся поражение в решающем матче хорвату Борна Чоричу — 6-3, 6-4. После того, как лидер рейтинга теннисистов Рафаэля Надаль снялся с мастерса в Париже, стало известно, что Новак Джокович с 5 ноября вернет себе звание первой ракетки мира впервые с 2016 года. Джокович, в свою очередь, дошёл до финала мастерса в Париже, но проиграл представителю России — Карену Хачанову со счётом 5:7, 4:6.
Последним турниром года для теннисиста стал Финал Мирового тура АТР, в котором Новак опять же дошёл до финала, но вновь проиграл в нём: теперь представителю Германии — Александру Звереву со счётом 4:6, 3:6.

### 2019—2021 (рекорд в Австралии, выигрыш всех Больших шлемов и Мастерсов дважды, рекорд в ранге № 1)

#### 2019 год

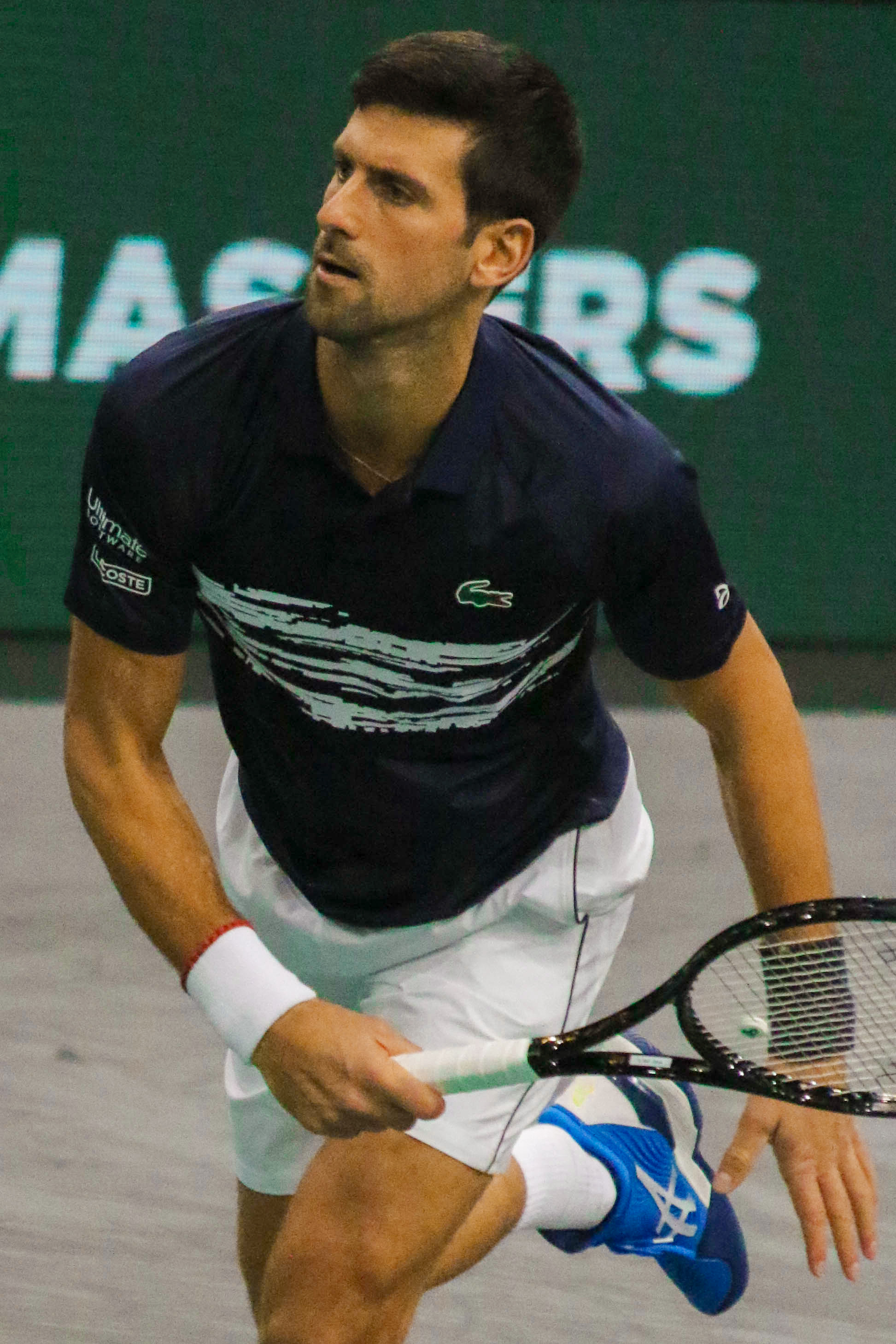
На Мастерсе в Париже 2019 года

Джокович начал сезон на турнире в Дохе, в котором в полуфинале проиграл испанцу Роберто Баутисте Агуту со счётом 6:3, 6:7, 4:6. Затем он выиграл Открытый чемпионат Австралии, обыграв в финале испанца Рафаэля Надаля в трёх сетах. Он стал первым в истории теннисистом кому покорился этот турнир семь раз в мужском одиночном разряде. Следующий раз он сыграл в марте. На Мастерсе в Индиан-Уэлсе серб проиграл в третьем раунде Кольшрайберу со счётом 4:6, 4:6. В парном разряде вместе с итальянцем Фоньини дошёл до полуфинала турнира. Затем на Мастерсе в Майами в четвёртом раунде финала во второй раз в сезоне уступил Баутисте Агуту.
Грунтовый отрезок сезона начал в апреле на Мастерсе в Монте-Карло, где в четвертьфинале проиграл россиянину Даниилу Медведеву со счётом 3:6, 6:4, 2:6. В парном разряде сыграл вместе с братом Марко Джокович, но они вылетели в первом раунде. В мае Джокович выиграл Мастерс в Мадриде, победив в финале Стефаноса Циципаса в двух сетах со счётом 6:3, 6:4. Он догнал Надаля по количеству титулов на Мастерсах (33) и стал пятым в истории теннисистом кому удалось провести 250 недель в качестве первой ракетки мира в мужском одиночном разряде. На следующем грунтовом Мастерсе в Риме он дошёл до финала, в котором проиграл Рафаэлю Надалю — 0:6, 6:4, 1:6. На «Ролан Гаррос» Джокович уверенно доиграл до полуфинала (ни одного проигранного сета), однако в матче за выход в финал уступил австрийцу Доминику Тиму в пяти сетах (2:6, 6:3, 5:7, 7:5, 5:7).
На Уимблдонском турнире на пути к финалу Новак проиграл два сета в шести матчах. В полуфинале он обыграл в четырёх сетах испанца Баутисту Агута, которому до этого дважды уступил по ходу сезона. 14 июля в финале он победил Роджера Федерера со счётом 7:6, 1:6, 7:6, 4:6, 13:12, отыграв два матчбола в пятом сете. В этом поединке впервые игрался решающий тай-брейк для одиночных матчей в пятом сете при счёте 12:12 (до этого года на Уимблдоне не играли тай-брейк в пятом сете). Соперники провели на корте 4 часа 55 минут и этот финал стал самым продолжительным в истории Уимблдона.
После триумфа на Уимблдоне Джокович не играл месяц и впервые появился на корте в августе на Мастерсе в Цинциннати, где дошёл до полуфинала, в котором проиграл Даниилу Медведеву со счётом 6:3, 3:6, 3:6. На Открытом чемпионате США Джокович дошёл до четвёртого раунда, где был вынужден сняться с турнира в третьем сете матча со Стэном Вавринкой из-за травмы левого плеча. Следующим турниром для Новака стал турнир в Токио, где он участвовал в первый раз и смог взять титул, не отдав соперникам по пути ни сета. В финале сломил сопротивление австралийца Джона Миллмана — 6:3, 6:2. На Мастерсе в Шанхае Новак дошёл до 1/4 финала, где уступил греку Стефаносу Циципасу. На Мастерсе в Париже Джокович выиграл впервые с 2015 года. В финале он обыграл молодого канадского теннисиста Дениса Шаповалова в двух сетах. Но несмотря на победу на этом турнире, Новак уступит первую позицию в мужском одиночном рейтинге Надалю из-за потерянных очков с прошлогоднего Итогового турнира.
В 2019 году Джокович неудачно провёл итоговое соревнование, не сумев выйти из группы (проиграл Федереру и Тиму и обыграл Берреттини) и закончил сезон второй ракеткой мира. В ноябре он принял участие в финальном турнире Кубка Дэвиса и выиграл все свои три одиночных матча, однако в четвертьфинале Сербия по итогу уступила сборной России после поражения Джоковича и Троицки в парном матче от Андрея Рублёва и Карена Хачанова на тай-брейке третьего сета.

#### 2020 год
Стартовал в сезоне с выступления на командном турнире Кубок ATP, где выиграл все матчи: шесть в одиночном разряде (в том числе в 1/2 финала у № 5 в мире Даниила Медведева и в финале у № 1 в мире Рафаэля Надаля) и два в парах, внеся основной вклад в победу Сербии на турнире. На Открытом чемпионате Австралии Джокович вновь (в 8-й раз) отпраздновал победу. В полуфинале в трёх сетах был обыгран Роджер Федерер, а в финале для победы над Домиником Тимом понадобилось сыграть все пять сетов. После взятие 17-го титула на Больших шлемах серб вернул себе лидерство в рейтинге. В феврале Новак отправился на турнир в Дубай, где в пятый раз стал чемпионом, переиграв в финале Стефаноса Циципаса.
После паузы в сезоне Джокович сыграл на Мастерсе в Нью-Йорке (перенесенный в том сезоне из Цинциннати) и смог выиграть его, одолев в финале Доминика Тима. Таким образом, он стал не только кто смог выиграть все девять Мастерсов в календаре Тура, но и побеждал на каждом минимум два раза
В матче четвёртого круга Открытого чемпионата США с Пабло Карреньо Бустой Новак уступил сопернику гейм при счёте 5:6, после чего достал из кармана не пригодившийся второй мяч и отбил его назад. К несчастью, мяч угодил линейному судье прямо в горло. Учитывая, что теннисист не имеет права отбрасывать мяч ни в сторону оборудования, ни в сторону человека и обязан смотреть, куда направляет свой удар, судьи решили дисквалифицировать Джоковича с турнира. Из-за этого серб прервал свою 26-матчевую серию побед и потерпел (хоть и технически из-за дисквалификации) первое поражение в сезоне.
В перенесенном на сентябрь Мастерсе в Риме Джокович смог взять титул (в пятый раз на данном турнире). Это был уже его 36-й успех на Мастерсах и он установил рекорд, опередив по количеству титулов в серии Рафаэля Надаля. В октябре на Ролан Гаррос Джокович смог доиграть до финала, однако в трёх сетах проиграл рекордсмену турнира Рафаэлю Надалю. В концовке сезона он сыграл на зальном турнире в Вене, где в четвертьфинале проиграл Лоренцо Сонего и на Итоговом турнире, где вышел в полуфинал со второго места в группе, однако проиграл матч за выход в финал Доминику Тиму. Джокович сохранил первую строчку по итогам сезона в шестой раз в карьере.

#### 2021 год
Открыл сезон Джокович выступлением за Сербию на Кубке ATP. Он выиграл в группе оба своих матча и один из парных матчей, однако в решающей парной встрече за выход из группы в дуэте с Николой Чачичем проиграл представителем Германии Александру Звереву и Яну-Леннарду Штруффу. В феврале он в девятый раз в карьере одержал победу на Открытом чемпионате Австралии. В финальном матче одолел россиянина Даниила Медведева со счётом 7-5, 6-2, 6-2. Этот титул стал для Джоковича 18-м на турнирах Большого шлема. 8 марта началась 311 неделя Джоковича в ранге первой ракеткой мира, что стало абсолютным рекордом в мужском теннисе (он опередил Федерера, у которого на счету 310 недель).
Грунтовый отрезок начался в апреле с Мастерса в Монте-Карло, где в третьем раунде случилось поражение от Дэниеля Эванса. Затем он сыграл на родине на небольшом турнире в Белграде, где вышел в полуфинал, уступив в нём россиянину Аслану Карацеву. На Мастерсе в Риме Джокович вышел в финал, где встретился с Надалем и на этот раз проиграл испанцу со счётом 5-7, 6-1, 3-6. Перед Ролан Гаррос он сыграл ещё один турнир в Белграде и на этот раз смог взять титул.
В июне Джокович выиграл Открытый чемпионат Франции. В полуфинале он одержал победу над фаворитом турнира, 13-кратным чемпионом Ролан Гаррос Рафаэлем Надалем со счётом 3:6, 6:3, 7:6(4), 6:2. В финале против Стефаноса Циципаса Джокович уступал 0:2 по сетам, но смог переломить ход противостояния и выиграл матч со счётом 6-7(6), 2-6, 6-3, 6-2, 6-4. Серб стал третьим теннисистом в истории, кто смог оформить второй «карьерный Большой шлем» (первым в Открытой эре), выиграв все четыре турнира серии по два раза.
Перед Уимблдоном Джокович размялся на турнире на Мальорке, где выступил только в парах и в команде с Карлосом Гомесом Эррерой смог выйти в финал (третий в парах за карьеру в Туре), однако он не был сыгран, так как их пара снялась с турнира. В июле серб завоевал свой шестой титул на Уимблдоне. Спортсмен стал 20-кратным победителем турниров Большого шлема и сравнялся по этому показателю с Роджером Федерером и Рафаэлем Надалем.
На Олимпийских играх в Токио теннисист выступал в двух разрядах. В одиночном разряде в полуфинале Джокович проиграл немецкому теннисисту Александру Звереву со счётом 6:1, 3:6, 1:6 и упустил возможность стать обладателем Золотого Большого шлема. В борьбе за бронзовую медаль серб проиграл испанцу Пабло Карреньо-Бусте со счётом 4:6, 7:6(6), 3:6. В смешанном разряде в паре с Ниной Стоянович Джокович дошел до полуфинала, где уступил российскому дуэту Елена Веснина и Аслан Карацев. В дальнейшем пара снялась с матча за бронзовую медаль. В сентябре на Открытом чемпионате США Джокович взял реванш в полуфинале у Зверева за поражение на Олимпиаде. Однако в финале упустил шанс стать рекордсменом по количеству выигранных турниров Большого шлема, проиграв Даниилу Медведеву со счётом 4:6, 4:6, 4:6.
В концовке сезона Джокович выиграл Мастерс в Париже, где в финале смог взять реванше у Даниила Медведева (4:6, 6:3, 6:3). На Итоговом турнире он без проигранных сетов выиграл групповой этап, но в полуфинале вновь проиграл Александру Звереву. В завершении спортивного года он сыграл за сборную Сербию в финальном турнире Кубка Дэвиса. Джокович выиграл две личные встречи в группе, а затем в четвертьфинале, взяв одиночный и парный матч с Казахстаном, вывел свою сборную в полуфинал, где после победы над Чиличем он проиграл решающий парный матч совместно с Филипом Краиновичем — Николе Мектичу и Мате Павичу. Второй год подряд и седьмой раз в карьере Джокович финишировал в ранге № 1 в мировом рейтинге.

### 2022—2024

#### 2022 год (скандал в Австралии, потеря лидерства и победа на Уимблдоне)

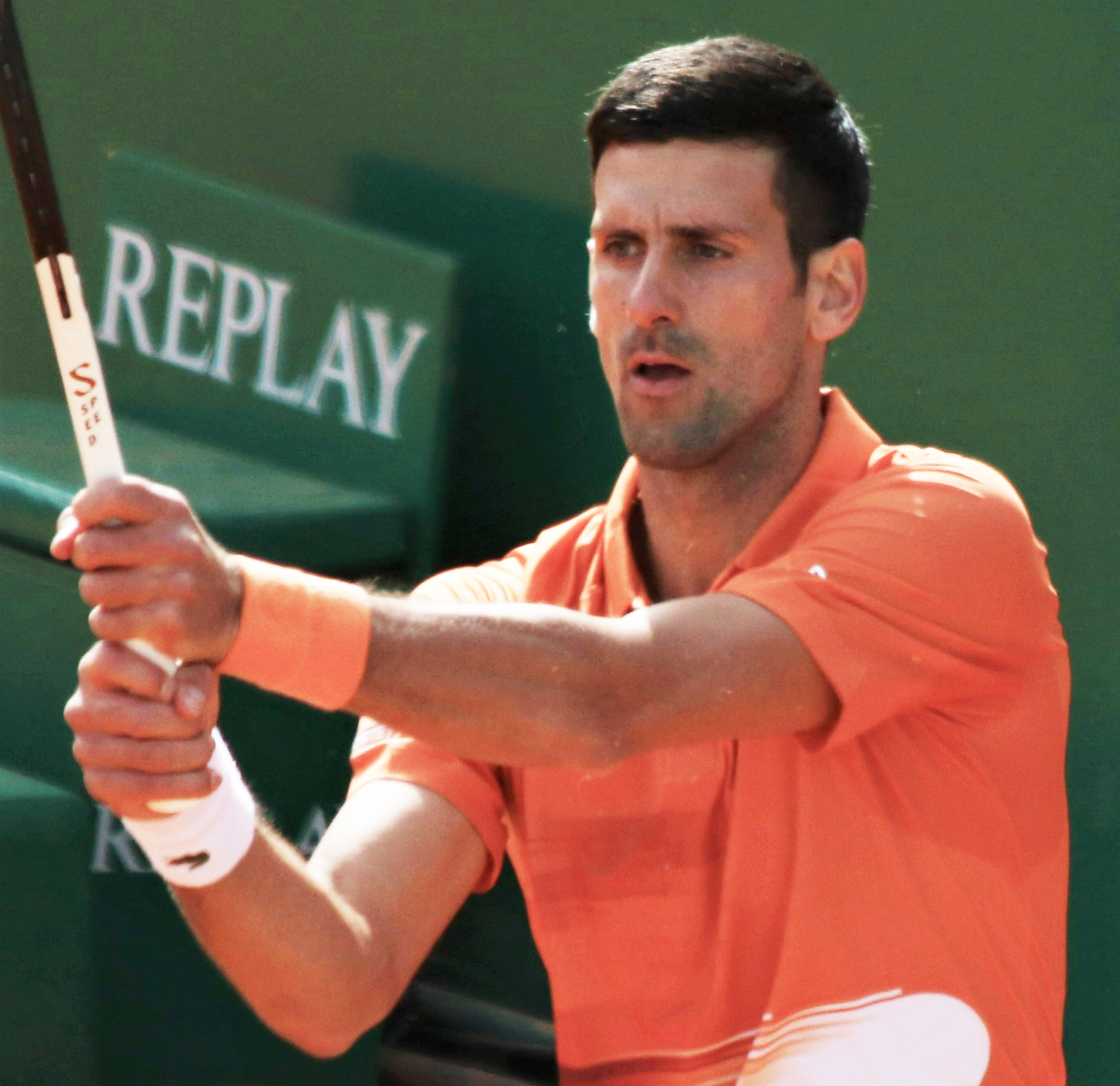
На Мастерсе в Монте-Карло 2022 года

2022 год начался для Джоковича со скандала перед Открытым чемпионатом Австралии. Спортсмен не был привит от коронавируса, поскольку перенес эту инфекцию в декабре, и представил справку о медицинском отводе от вакцинации. 5 января пограничная служба Австралии задержала Джоковича по причине не соответствия типа визы, которая позволяет посещать страну человеку без прививки. Его виза была аннулирована и он на несколько дней был помещён в гостиницу для иммигрантов. 10 января австралийский суд отменил это решение по причине несправедливого отношения пограничников. 14 января была повторно аннулирована виза Джоковича министром по иммиграции Австралии Алексом Хоуком с формулировкой «в общественных интересах». Теннисиста депортировали и запретили въезд на три года, таким образом, Джокович «не сможет участвовать в Открытом чемпионате Австралии как минимум до 2025 года». Впоследстии это решение было отменено и Джокович смог принять участие в турнире следующего года.
В итоге первый официальный турнир в сезоне Джокович сыграл в феврале в Дубае, где в четвертьфинале проиграл Иржи Веселому. После этого Медведев сместил Джоковича с первой строчки мирового рейтинга на две недели. В марте Джоковичу отказали на въезд в США из-за отсутствия прививки от коронавируса и он пропустил Мастерсы в Индиан-Уэлсе и Майами. 21 марта, несмотря на пропуски в выступлениях, он вернул себе статус первой ракетки мира.
Джокович вернулся к Тур в апреле на Мастерсе в Монте-Карло, где в первом же матче проиграл Алехандро Давидовичу Фокине. Затем он сыграл на турнире в Белграде, где вышел в финал, однако проиграл в нём россиянину Андрею Рублёву. В мае на Мастерсе в Мадриде Джокович попал в полуфинал, где впервые сыграл против Карлоса Алькараса и проиграл ему в трёх сетах. На Мастерсе в Риме Джокович вышел в финал, обыграв Каспера Рууда и это был его 1000 выигранный матч в основном туре. Затем он в финале обыграл Стефаноса Циципаса и в шестой раз победил в Риме. На Открытом чемпионате Франции он смог выйти в четвертьфинал, где сыграл против Рафаэля Надаля и проиграл рекордсмену и будущему чемпиону турнира в четырёх сетах. После этого серб вновь лишился статуса первого в мире, опустившись на третью строчку.
Летом стал чемпионом Уимблдонского турнира, победив в финале Ника Кирьоса и стал обладателем новых рекордов. Уже в первом раунде после победы над Квоном Сунво Джокович стал единственным теннисистом в истории, кто одержал 80 и более побед на каждом из четырёх турнирах Большого шлема среди мужчин или женщин. После победы в полуфинале над Кэмероном Норри он вышел в рекордный в Открытой эре 32-й финал Большого шлема, опередив на один финал Роджера Федерера. Взяв свой седьмой титул (четвёртый подряд) на Уимблдоне, он в 21-й раз выиграл на турнирах Большого шлема, обойдя на один титул также Роджера Федерера и находясь в одном титуле от Рафаэля Надаля.
В том сезоне рейтинговых очков за Уимблдон не давали, поэтому Джокович только потерял баллы за выигрыш в прошлом году и опустился на седьмое место в рейтинге. На Открытом чемпионате США не смог сыграть по причине отсутствия вакцинации. Джокович вернулся на корт в составе Сборной Европы на Кубке Лейвера, на котором в последний раз в истории сыграла вся «большая четвёрка». В октябре он выиграл титулы в Тель-Авиве и Астане, в ноябре дошёл до финала на парижском Мастерсе, где в трёх сетах проиграл Хольгеру Руне. Новак квалифицировался на Итоговый турнир, попав в красную группу с Медведевым, Циципасом и Рублёвым. Джокович выиграл все три матча группового этапа и с первого места вышел в полуфинал, где победил Тейлора Фрица. В финале он переиграл норвежца Каспера Рууда и вернулся в топ-5 лучших теннисистов мира.

#### 2023 год (третий карьерный Большой шлем и рекордные 23-я и 24-я победы на турнирах Большого шлема)

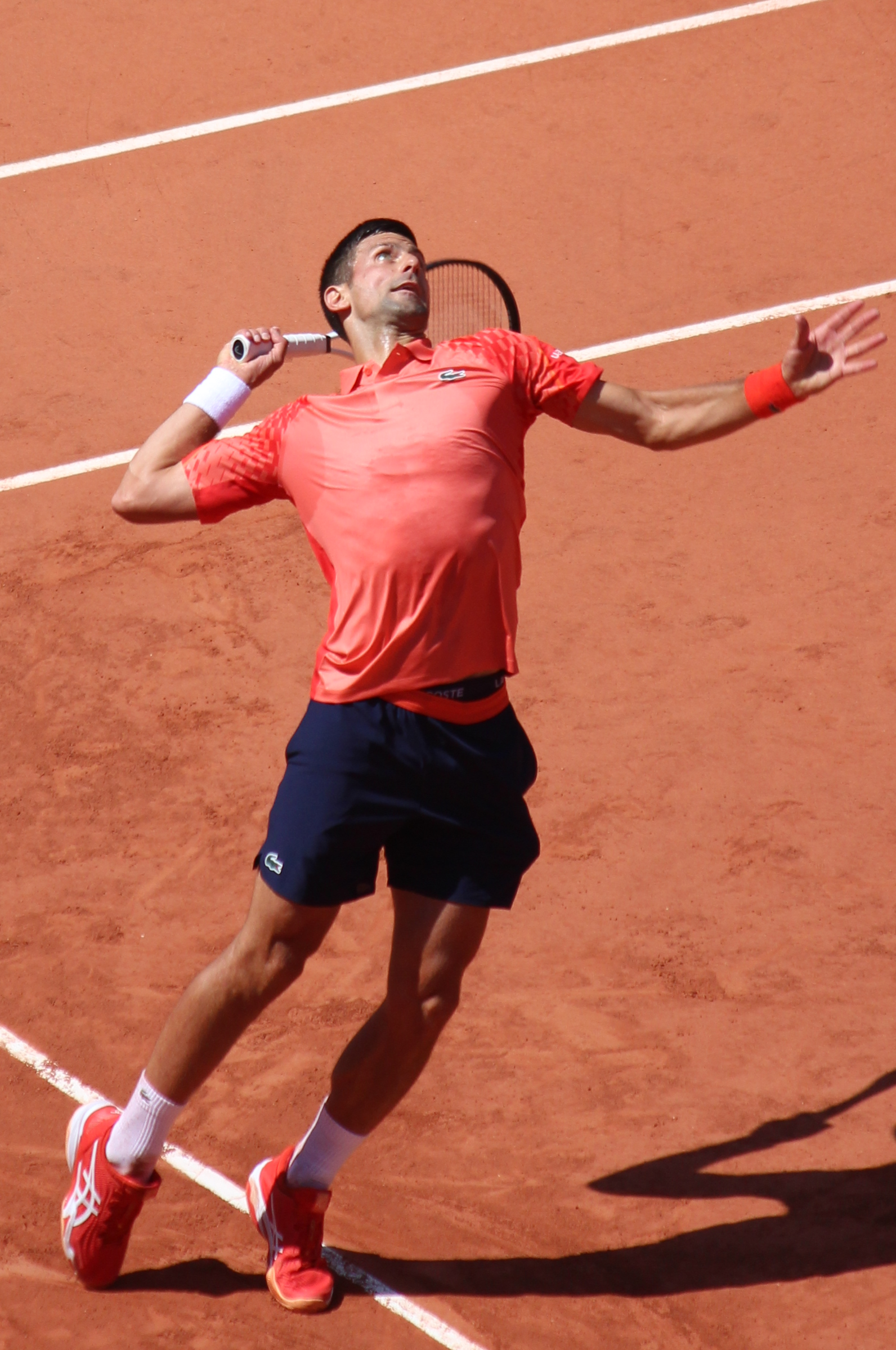
На Ролан Гаррос 2023 года

Сезон Джокович начал с победы на турнире в Аделаиде, обыграв в полуфинале Даниила Медведева, а в финале Себастьяна Корду. Затем он вернулся после прошлогодней депортации на Открытый чемпионат Австралии и смог выиграть его в рекордный десятый раз. За весь турнир он проиграл только один сет в семи матчах и после победы в финале над Стефаносом Циципасом сравнялся с Надалем по количеству титулов Большого шлема (по 22).
После триумфа в Австралии Джокович вернул себе лидерство в рейтинге, прыгнув с пятого сразу на первое место, а 27 февраля Джокович установил рекорд по продолжительности нахождения в статусе первой ракетки мира (378 недель), обойдя Штеффи Граф, которая была первой в мире 377 недель. В этом статусе он сыграл на турнире в Дубае, где в полуфинале проиграл Даниилу Медведеву. В марте Джоковичу отказали в визе в США из-за отсутствия прививки от коронавируса и он вновь пропустил американские весенние Мастерсы.
Грунтовую часть он начал в апреле с Мастерса в Монте-Карло, где в третьем раунде проиграл Лоренцо Музетти. На небольшом турнире в Баня-Луке в 1/4 финала уступил соотечественнику Душану Лайовичу. На Мастерсе в Риме в мае его результатом стал четвертьфинала, в котором серб проиграл датчанину Хольгеру Руне. Перед Ролан Гаррос он на время опустился на третью строчку рейтинга. Большой шлем в Париже закончился победой Джоковича и установлением новых рекордов в истории тенниса. Он смог стать лидером по количеству титулов на турнирах серии, завоевав уже 23-й чемпионский приз. Также он стал первым теннисистом в истории, который трижды собрал «карьерный Большой шлем».
В сентябре выиграл в четвёртый раз в карьере выиграл Открытый чемпионат США, победив в финале Даниила Медведева со счётом 6:3, 7:6, 6:3, тем самым став 24-кратным победителем турниров Большого шлема.

#### 2024 год (спад результатов, финал Уимблдона и золото на Олимпийских играх)
В середине января 2024 года на Открытом чемпионате Австралии Джокович победил Дино Прижмича, Алексея Попырина, Томаса Этчеверри, в четвёртом круге Джокович разгромил Адриана Маннарино (6:0, 6:0, 6:3). В четвертьфинале Новак встретился с Тейлором Фрицем, которого обыграл в четырёх сетах. В полуфинале Джокович уступил Яннику Синнеру (1:6, 2:6, 7:6(6), 3:6), назвав этот матч одним из худших в карьере. Джокович впервые в карьере проиграл в полуфинале Открытого чемпионате Австралии, ранее он выиграл 10 из 10 полуфиналов (и 10 из 10 финалов). В целом Джокович проиграл на стадии полуфинала турнира Большого шлема всего второй раз с 2014 года (после полуфинала Ролан Гаррос 2019 года), остальные 22 полуфинала за этот период он выиграл.
В марте на Мастерсе в Индиан-Уэлсе Джокович сенсационно проиграл уже во втором матче 123-й ракетке мира Луке Нарди (4:6, 6:3, 3:6).
В апреле на Мастерсе в Монте-Карло на грунте Джокович уверенно дошёл до полуфинала, выиграв три матча в двух сетах. В полуфинале Джокович проиграл 10-й ракетке мира Касперу Рууду со счётом 4:6, 6:1, 4:6. На Мастерсе в Риме Джокович неожиданно проиграл уже во втором матче чилийцу Алехандро Табило с разгромным счётом 2-6 3-6. Перед Открытым чемпионатом Франции Джокович сыграл на турнире ATP 250 в Женеве, где проиграл в полуфинале 44-й ракетке мира Томашу Махачу со счётом 4:6, 6:0, 1:6.
На Открытом чемпионате Франции Джокович был посеян под первым номером и легко прошёл два круга, но затем с трудом обыграл Лоренцо Музетти, уступая 1-2 по партиям. В 4-м круге Джокович в пяти сетах обыграл аргентинца Франсиско Серундоло — 6:1, 5:7, 3:6, 7:5, 6:3, хотя уступал 2:4 в четвёртом сете. По ходу матча Джокович несколько раз жаловался на качество кортов. Это была 370-я победа Джоковича в матчах на турнирах Большого шлема, он опередил по этому показателю Федерера. Также он установил рекорд по количеству четвертьфиналов турниров Большого шлема в Открытую эру (59), опередив Федерера. На матч 1/4 финала против Каспера Рууда Джокович не вышел. По итогам турнира Джокович утратил первую строчку в рейтинге, уступив её Яннику Синнеру. Причиной отказа от матча 1/4 финала стал надрыв медиального мениска правого колена, который был диагностирован после МРТ в парижской клинике. Джокович заявил, что колено беспокоило его уже несколько недель, а во время турнира в Париже проблемы обострились.

На Уимблдоне Джокович был посеян под вторым номером и 10-й раз в карьере дошёл до финала этого турнира, который стал для него 37-м на турнирах Большого шлема. В 5 матчах до финала (один соперник, австралиец Алекс де Минор, снялся до игры) Джокович проиграл только два сета. Для него это был первый финал турнира ATP в сезоне. В финале Джокович проиграл Карлосу Алькарасу со счётом 2:6, 2:6, 6:7(4). В конце июля на Олимпийских играх в Париже на грунте Джокович стал победителем в одиночном разряде. В финальном матче он оказался сильнее того же Алькараса — 7:6(3), 7:6(2). Сербский теннисист стал пятым игроком в истории, выигравшим все турниры «Большого шлема» и Олимпиаду. Ранее это удавалось Андре Агасси, Штеффи Граф, Рафаэлю Надалю и Серене Уильямс.
После Олимпийских игр Новак пропустил турниры перед Открытом чемпионатом США и сразу сыграл на последнем турнире сезона Большого Шлема. Уже в третьем раунде он уступил австралийцу Алексею Попырину, таким образом, уступив на этом турнире так рано впервые с 2006 года, когда проиграл Хьюитту. В рейтинге Джокович выпал из топ-3.

## Выступления на турнирах
- Трёхкратный обладатель карьерного Большого шлема в мужском одиночном разряде, в том числе обладатель некалендарного Большого шлема в 2015/2016 годах.
- Победитель 24 турниров Большого шлема в одиночном разряде.
- Олимпийский чемпион 2024 года в одиночном разряде.
- Обладатель карьерного «Золотого шлема» в одиночном разряде (все турниры «Большого шлема» в разные годы плюс Олимпийское золото).
- Семикратный победитель Итогового турнира ATP (2008, 2012, 2013, 2014, 2015, 2022, 2023), в том числе 4 раза подряд, что является рекордом.
- Самый молодой полуфиналист всех четырёх турниров Большого шлема (20 лет 246 дней).
- Обладатель Кубка Дэвиса (2010) в составе национальной сборной Сербии.
- Джокович является участником двух крупнейших противостояний в открытой эре: с Надалем (60 матчей, 1-е место) и Федерером (50 матчей, 2-е место). Джокович лидирует в обоих противостояниях со счётом 31-29 и 27-23 соответственно.

Награды
- Орден Святого Саввы 1-й степени (28 февраля 2011 года, Сербская православная церковь)[136]
- Орден Звезды Карагеоргия 1-й степени (2012 год, Республика Сербия)[137]
- Спортивная медаль Монако за достижения в физкультуре (2012 год, Княжество Монако)[138]
- Орден Республики Сербской 1-й степени (9 января 2013 год, Республика Сербская, Босния и Герцеговина)[139]
- Почётный гражданин Баня-Луки (2015 год, Республика Сербская, Босния и Герцеговина)[140]

Рекорды и достижения
- С финала Кубка Дэвиса 2010 года до Открытого чемпионата Франции 2011 года Джокович имел 43-матчевую выигрышную серию — третью в истории после серий Гильермо Виласа (46 матчей в 1977 году) и Ивана Лендла (44 матча в 1981/1982)[141][142].
- Он выиграл 41 матч с начала сезона 2011 года до полуфинала Открытого чемпионата Франции, что уступает только рекорду Джона Макинроя (он начал в 1984 году с баланса 42-0)[143].)
- Рекордсмен по количеству выходов в финал на турнирах серии Большого шлема в мужском одиночном разряде (37 раз)[144].
- Обладатель рекорда по выходу в финал на каждом из турниров Большого шлема 3 раза подряд (Открытый чемпионат Австралии 2011, 2012, 2013 и 2019, 2020, 2021, Открытый чемпионат Франции 2014, 2015, 2016, Уимблдонский турнир 2013, 2014, 2015 и 2018, 2019 и 2021 и Открытый чемпионат США 2010, 2011, 2012, 2013), непрерывного времени в ранге чемпиона финала Мирового Тура ATP (2012—2016), количеству титулов на турнирах серии Мастерс (40) и количеству призовых за карьеру (свыше $175 млн).
- Является рекордсменом среди мужчин по числу побед на Открытом чемпионате Австралии, на котором в период с 2008 по 2023 год Джокович побеждал десять раз.
- Джокович является одним из четырёх игроков (наряду с Давидом Налбандяном, Энди Марреем и Рафаэлем Надалем), которые побеждали Роджера Федерера трижды в течение календарного года, и одним из двух игроков (второй — Хуан Мартин дель Потро), которые побеждали Роджера Федерера и Рафаэля Надаля последовательно на одном турнире Большого шлема. Он единственный игрок, кому трижды удалось победить Надаля и Федерера последовательно на одном турнире (Монреаль 2007, Индиан-Уэлс 2011, Открытый чемпионат США 2011). Он также является самым молодым после Алькараса игроком Открытой эры, который победил первую, вторую и третью ракетку мира последовательно — он это сделал, победив Энди Роддика (№ 3), Рафаэля Надаля (№ 2) и Роджера Федерера (№ 1) на Rogers Cup в 2007 году. Джокович является одним из двух игроков, кто сумел больше, чем один раз, победить Федерера в полуфинале или позже на турнирах Большого шлема (второй — Надаль). Он также является одним из двух игроков (второй — Надаль), кто побеждал Федерера на турнирах Большого шлема без потери сета больше, чем один раз.
- Джокович и Рафаэль Надаль встречались между собой чаще, чем любые другие теннисисты «Открытой эры» — 60 раз (31—29). Первый матч между ними был сыгран в четвертьфинале Ролан Гаррос-2006.
- В 2015 году он выиграл 6 турниров серии Мастерс, что является рекордом для одного сезона на этот момент[145].
- В 2018 году Джокович впервые победил в Цинциннати и собрал «Золотой Мастерс» — стал первым игроком, побеждавшим на всех девяти турнирах серии «Мастерс»[92][146].
- В 2021 году стал третьим теннисистом в истории и первым в Открытой эре, который выиграл минимум по два раза на всех четырёх турнирах серии Большого шлема.
- В 2023 году стал первым теннисистом в истории, который выиграл минимум по три раза на всех четырёх турнирах серии Большого шлема. Стал рекордсменом по количеству побед на Итоговом турнире ATP за всю историю (7 титулов).